# بارسلون
بارسلون یا بارسلونا (‎i‎/ˌbɑːrsəˈloʊnə/‎ BAR-sə-LOH-nə, کاتالان: [bəɾsəˈlonə] (), اسپانیایی: [baɾθeˈlona] ()) پایتخت و پرجمعیت‌ترین شهر بخش خودگردان کاتالونیا و پس از مادرید، پرجمعیت‌ترین شهر پادشاهی اسپانیا و مهم‌ترین بندر این کشور است. جمعیت شهر بارسلون ۱٬۶۲۰٬۳۴۳ نفر در منطقه‌ای به وسعت ۱۰۱٫۴ کیلومتر مربع است اما جمعیت منطقه شهری بارسلون به‌وسعت ۸۰۳ کیلومترمربع، بیش از ۴٬۸۴۰٬۰۰۰ نفر می‌باشد. مجموعاً در حدود ۵٬۴۷۴٬۴۸۲ نفر در ناحیه شهری بارسلون زندگی می‌کنند. همچنین این شهر بخش اصلی شهرداری‌ها و شهرستان‌های هم‌جواری است که منطقه شهری بارسلون را با جمعیت ۳٫۲۱۸٫۰۷۱ نفر می‌سازند. بارسلون ششمین شهر پرجمعیت اتحادیه اروپا و بزرگ‌ترین کلان‌شهر اروپا در کنار دریای مدیترانه است.
بارسلون به لحاظ اهمیت در دانش مالی، تجارت، رسانه، سرگرمی، هنر، تجارت خارجی، ورزش، آموزش و گردشگری یک شهر جهانی است. بندر بارسلون یکی از مهم‌ترین بندرهای اروپا در دریای مدیترانه می‌باشد، همچنین فرودگاه بین‌المللی بارسلون در سال ۲۰۰۹ بیش از ۲۷ میلیون مسافر را جابه‌جا کرده است. شهر بارسلون دارای یک شبکه بزرگراهی گسترده و قطار سریع‌السیر نیز هست که اسپانیا را به فرانسه و بعد پرتغال متصل می‌کند. بارسلون ۱۲امین شهر جهان و ۴امین شهر اروپا به لحاظ شمار بازدیدکننده در سال است. این شهر سالیانه در حدود ۵ میلیون توریست را به خود جذب می‌کند. به نقل از مجلهٔ مونوکل این شهر ۱۷امین شهر قابل زندگی در جهان است، همچنین طبق تحقیق 2thinknow بین شهرهای‌های جهان در زمینه نوآوری، بارسلون جایگاه ۱۳ام را داراست. بارسلون با ۱۷۷ میلیارد یورو تولید ناخالص داخلی ۴امین شهر ثروتمند اتحادیه اروپا و ۳۵امین شهر جهان است.
بارسلون به عنوان یک شهر رومی تأسیس شد و بعدها پایتخت کنت‌های بارسلون گشت. پس از پیوستن به پادشاهی آراگون یکی از شهرهای مهم امپراتوری آراگون بود. این شهر در طول تاریخ خود بارها مورد تصرف قرار گرفت. امروزه بارسلون یکی از مراکز مهم فرهنگی و به یکی از مقصدهای اصلی گردشگران بدل گشته و از میراث فرهنگی غنی برخوردار است. از سوی دیگر این شهر به سبب بناهای معمارانی چون آنتونی گائودی و لوییز دومانچه‌ای مونتانر که به عنوان میراث جهانی یونسکو انتخاب شده‌اند شهرت دارد. همچنین بارسلون مقر اصلی اتحادیه کشورهای دریای مدیترانه نیز می‌باشد.
بارسلون به عنوان پایتخت کاتالونیا، مقر اصلی دولت کاتالونیا است. پارلمان کاتالونیا و دیوان عالی کشور نیز در این شهر قرار دارند. بارسلون مرکز استان بارسلون و بارسلونس کومارکا است.

## نام
نام بارسلون از زبان فنیقی‌های ساکن ایبری که آن را بارکنو می‌خواندند آمده است. این مطلب را می‌توان به‌واسطهٔ یک سکه قدیمی که بر روی آن به خط ایبری، بارکنو () نوشته شده است تأیید کرد. در متون یونان باستان آن را بارکینون و در لاتین آن را بارسیلونوم نوشته‌اند. در قرون وسطی این شهر به شکل‌های مختلفی چون بارچینونا، بارسالونا، بارچلونا و بارچنونا شناخته می‌شده است. همچنین برخی نوشته‌ها نام این شهر را به جنرال کارتاژ، همیلکار بارسا مرتبط دانسته‌اند.

## تاریخچه

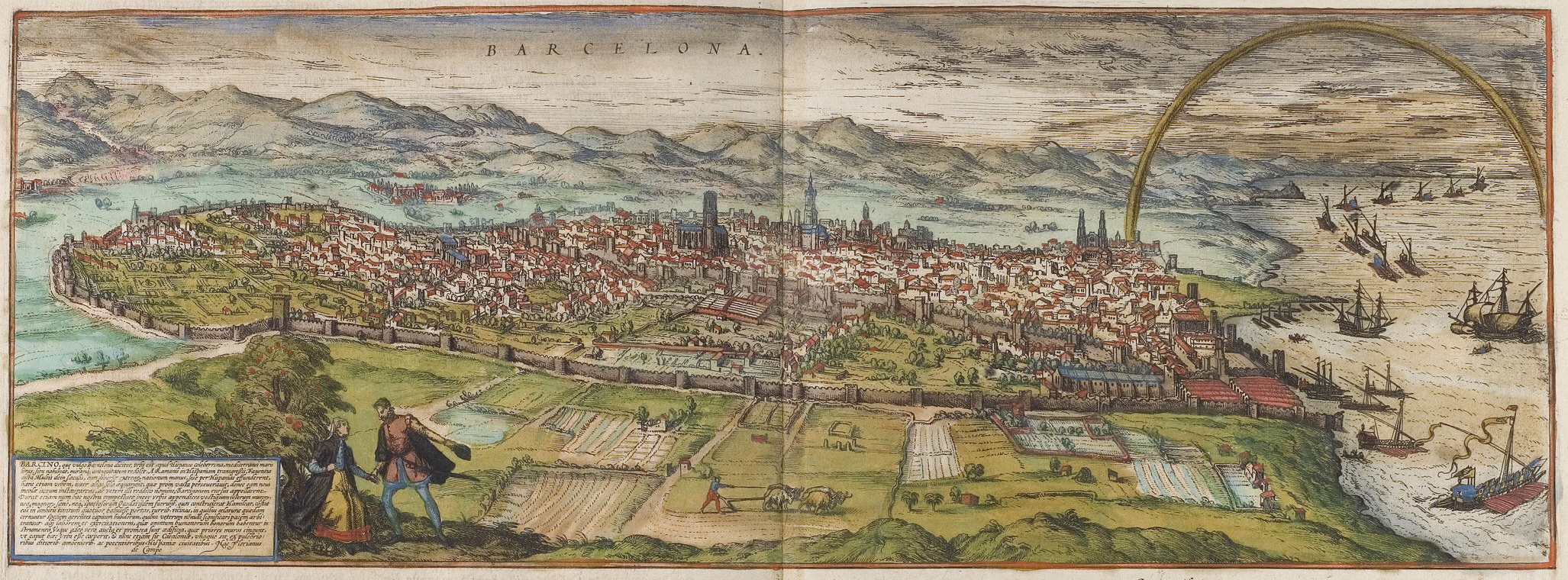
نگاره‌ای از شهر بارسلون در قرن ۱۶ میلادی

در رابطه با تاریخ ساخت این شهر دو داستان متفاوت وجود دارد. داستان اول ساخت شهر را به ۴۰۰ سال پیش از ساخت رم توسط اسطوره‌ای به نام هرکول نقل می‌کند. داستان دوم تأسیس این شهر را به همیلکار بارسا کارتاژی پدر هانیبال در قرن سوم پیش از میلاد نسبت می‌دهد که نام این شهر را بارسینو نام نهاد.
در حدود ۱۵ پیش از میلاد رومی‌ها شهر را به یک کاستروم (اردوگاه نظامی روم) متمرکز بر روی مانس تبر، یک تپه کوچک در نزدیکی تالار قدیمی شهر، پلازا سنت خومه تغییر دادند. بارسلون در زیر استعمار روم فاونتیا یا به شکل کامل مستعمره فاونتیا جولیا آگوستا پیا بارسینو نام داشت.

## جغرافیا

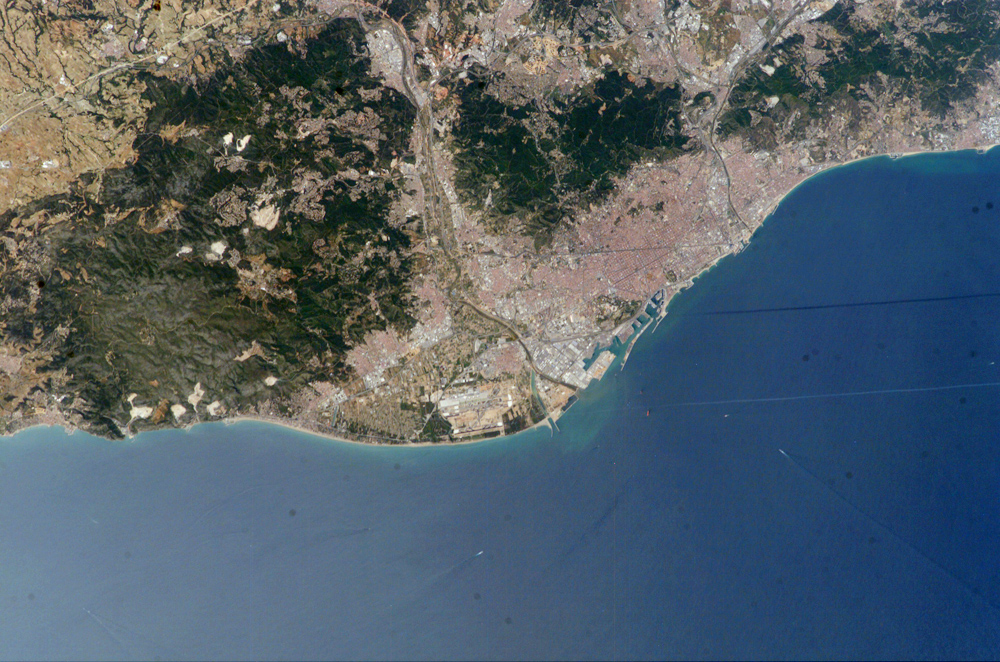
تصویر بارسلون از فضا

بارسلون در شمال شرقی شبه‌جزیره ایبری و در کنار دریای مدیترانه بر روی فلاتی به وسعت ۱۷۰ کیلومترمربع قرار گرفته که ۱۰۱ کیلومترمربع از آن را شهر بارسلون اشغال کرده است. این شهر توسط رشته کوه‌های کلسرولا محصور شده و رودخانه یوبرگات در جنوب غربی و رودخانه بسوس در شمال آن جریان دارد.
تیبیدابو با ۵۱۲ متر ارتفاع بلندترین کوه کلسرولا است که از بالای آن می‌توان بخش قابل توجهی از شهر را مشاهده کرد، اگرچه بر روی این کوه، برج مخابراتی کلسرولا با ارتفاع ۲۸۸٬۴ متر ارتفاع قرار دارد که نمای کاملی از شهر را از بالای آن می‌توان دید.

## جاذبه‌های گردشگری

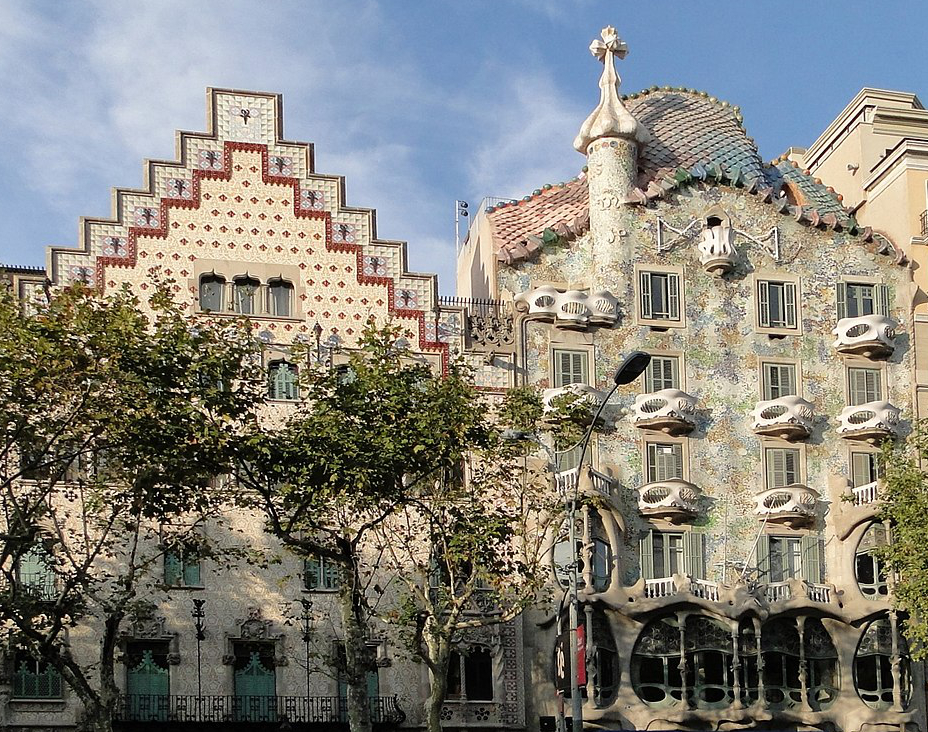
نمایی از دو ساختمان کازا آماتلر و کازا بالیو در خیابان پَسیج دِ گراسیا.

باری گوتیک مرکز شهر قدیم بارسلون است که با وجود برخی تغییرات ایجاد شده در قرن ۱۹ و اوایل قرن ۲۰ بناهایی از قرون وسطی و تعدادی قدیمی‌تر متعلق به رومی‌ها هنوز در آن وجود دارد. معماری نوگرای کاتالان که بین سال‌های ۱۸۸۵ و ۱۹۵۰ گسترش یافته، میراث بسیار مهمی در بارسلون است و شمار قابل توجهی از این بناها در فهرست میراث جهانی یونسکو به ثبت رسیده‌اند. در این میان کارهای معماری آنتونیو گائودی که در سرتاسر شهر آن‌ها را می‌توان یافت، قابل توجه است. بهترین بنا و معروف‌ترین کار او کلیسای ناتمام ساگرادا فامیلیا است که از سال ۱۸۸۲ در دست ساخت بوده و هزینه‌های آن از کمک‌های شخصی تأمین می‌شود، زمان پایان ساخت این بنا ۲۰۲۶ برآورد شده است.

### بناهای تاریخی
- ساگرادا فامیلیا نماد بین‌المللی بارسلون
- کاخ موسیقی کاتالان و بیمارستان سنت پائول طراحی شده توسط لوییز دومانچه‌ای مونتانر و از ۱۹۹۷ در فهرست میراث جهانی یونسکو قرار دارند.
- آثار آنتونی گائودی شامل: پالائو گوئل، پارک گوئل، کازا میلا، کازا ویسنس، کازا بالیو، ساگرادا فامیلیا
- کلیسای سانتا ماریا دل مار
- کلیسای گوتیک سانتا ماریا دل پی
- کلیسای جامع بارسلون
- کلیسای سنت پائو دل کمپ
- آرامگاه کلمبوس

### موزه‌ها
بارسلون دارای موزه‌ها زیادیست که موضوعات و محدوده‌های مختلفی را پوشش می‌دهند. موزه ملی هنر کاتالونیا که به سبب دارا بودن مجموعه بسیار خوبش در زمینه هنر رمانسک شهرت دارد یا موزه هنر معاصر بارسلون که بر روی دوره بعد از جنگ کاتالان و هنر اسپانیایی معطوف است. می‌توان از بنیاد خوآن میرو، موزه پیکاسو و بنیاد آنتونی تاپیس که مجموعه‌های مهمی از این شخصیت‌ها شناخته شده را دربردارند نیز یاد کرد.
برخی از موزه‌ها موضوعات تاریخی را پوشش می‌دهند، نظیر موزه تاریخ شهر، موزه تاریخ کاتالونیا، موزه باستان‌شناسی کاتالونیا، موزه دریانوری بارسلونا و موزه شخصی-خصوصی مصری‌ها. موزه اروتیک بارسلون که در این میان یکی از موزه‌های ویژه است و موزه علم کوسموکایخا که در سال ۲۰۰۶ جایزه موزه سال اروپا را دریافت کرد.

### پارک‌ها
پارک گوئل

### دیگر
دانشگاه
دانشگاه پمپئو فابرا
دانشگاه پمپئو فابرا دانشگاه نسبتاً جوانی است که در سال ۱۹۹۰ در بارسلون ایجاد شده است. نقاط قوت این دانشگاه در ارائهٔ رشته‌های علوم اجتماعی و علوم انسانی، بهداشت و علوم زیستی، ارتباطات و فناوری اطلاعات و ارتباطات است.
نام‌گذاری این دانشگاه بر اساس نام پمپئو فابرا که یک زبان‌شناس و متخصص زبان کاتالونی بوده، شکل گرفته است. این استاد در نقشی که این زبان امروزه در اسپانیا دارد تأثیر به سزایی داشته است. کاتالونیایی، زبان رسمی دانشگاه پمپئو فابرا است. دانشجویان آرزو دارند تا زبان کاتالونیایی را یاد بگیرند تا موقعیت‌های فراوان تحصیلی وکاری را در بارسلون و اطراف پمپئو فابرا داشته باشند. سه دانشکدهٔ دانشگاه در اطراف شهر بارسلون واقع شده‌اند. «علوم اجتماعی و انسانی» در سیئوتادلا، «بهداشت و علوم زیستی» در مار و «ارتباطات و فناوری اطلاعات» در پولنو هستند.
دانشگاه اتونوموس بارسلون
دانشکده مرکزی در بلوترا یکی از مکان‌های اصلی صنعتی و فناوری اروپای دور مدیترانه واقع شده است و فقط ۲۵ دقیقه با مرکز شهر بارسلون فاصله دارد. این دانشگاه ۸۷ رشته در مقطع کارشناسی، ۳۱۵ رشته در مقطع ارشد و ۶۸ رشته در مقطع دکترا دارد. در مقطع کارشناسی رشته‌های مدیریت کسب وکار، مدیریت، اقتصاد، تحصیلات ابتدایی و گردشگری کاملاً به زبان انگلیسی ارائه می‌شوند؛ و به همین دلیل دانشگاه در این رشته‌ها تعداد زیادی از دانشجویان بین‌المللی را همواره جذب کرده است. دانشگاه اتونوموس بارسلون همچنین دارای ۱۳ دانشکده شامل علوم زیستی و بیولوژیکی، ارتباطات، هنر و علوم انسانی، پزشکی و ترجمه و تفسیر است.
دانشگاه بارسلون
دانشگاه بارسلون یکی از بزرگ‌ترین و در لیست بهترین دانشگاه‌های اسپانیا است و هرساله پذیرای تعداد زیادی از دانشجویان اسپانیایی و بین‌المللی است. ۷۳دوره در مقطع کارشناسی، بیش از ۱۴۰ رشته در مقطع ارشد و بیش از ۴۰۰ دوره خاص در مقطع ارشد و دیپلم کارشناسی ارشد و ۴۸ دوره در مقطع دکترا در این دانشگاه ارائه می‌شود. دوره‌های (کسب وکار بین‌الملل و مطالعات زبان انگلیسی) کاملاً به زبان انگلیسی تدریس می‌شوند و پنج تا از دوره‌ها هم تعدادی از واحدهایشان به زبان انگلیسی ارائه می‌شود.

## جمعیت‌شناسی
بر پایه سرشماری سال ۲۰۱۶ شهر بارسلون ۱٬۶۰۸٬۷۴۶ جمعیت دارد.
زبان اسپانیایی پرگویش‌ترین زبان در بارسلون است (بر پایه آمار زبانی که در سال ۲۰۱۳ توسط دولت کاتالان گرفته شد) و تقریباً توسط همه مردم فهمیده می‌شود. پس از اسپانیایی زبان کاتالانی دومین زبان پرگویش‌در بارسلون است. این زبان توسط ۹۵٪ مردم فهمیده می‌شود در حالی که ۷۲٫۳٪ می‌توانند آن را سخن بگویند و ۷۹٪ می‌توانند بخوانند و ۵۳٪ می‌توانند بنویسند.

## اقتصاد
بندر بارسلونا یکی از مهم‌ترین بندرهای اروپا محسوب می‌شود و سالانه میلیون‌ها یورو در این بندر معاملات و نقل و انتقال کالا صورت می‌پذیرد.

## مناطق شهری

نقشه مناطق شهری بارسلون

از سال ۱۹۸۷ میلادی، شهر بارسلون به ۱۰ منطقه شهری تقسیم شده‌است:
- سویتاد بیا
- اشامپله
- سانتس-مونتجوییک
- لس کورتس
- ساریا-سانت ژروازی
- گراسیا
- اورتا-گیناردو
- نو باریس
- سانت آندرئو
- سانت مارتی

## فرهنگ

### سرگرمی و هنرهای نمایشی

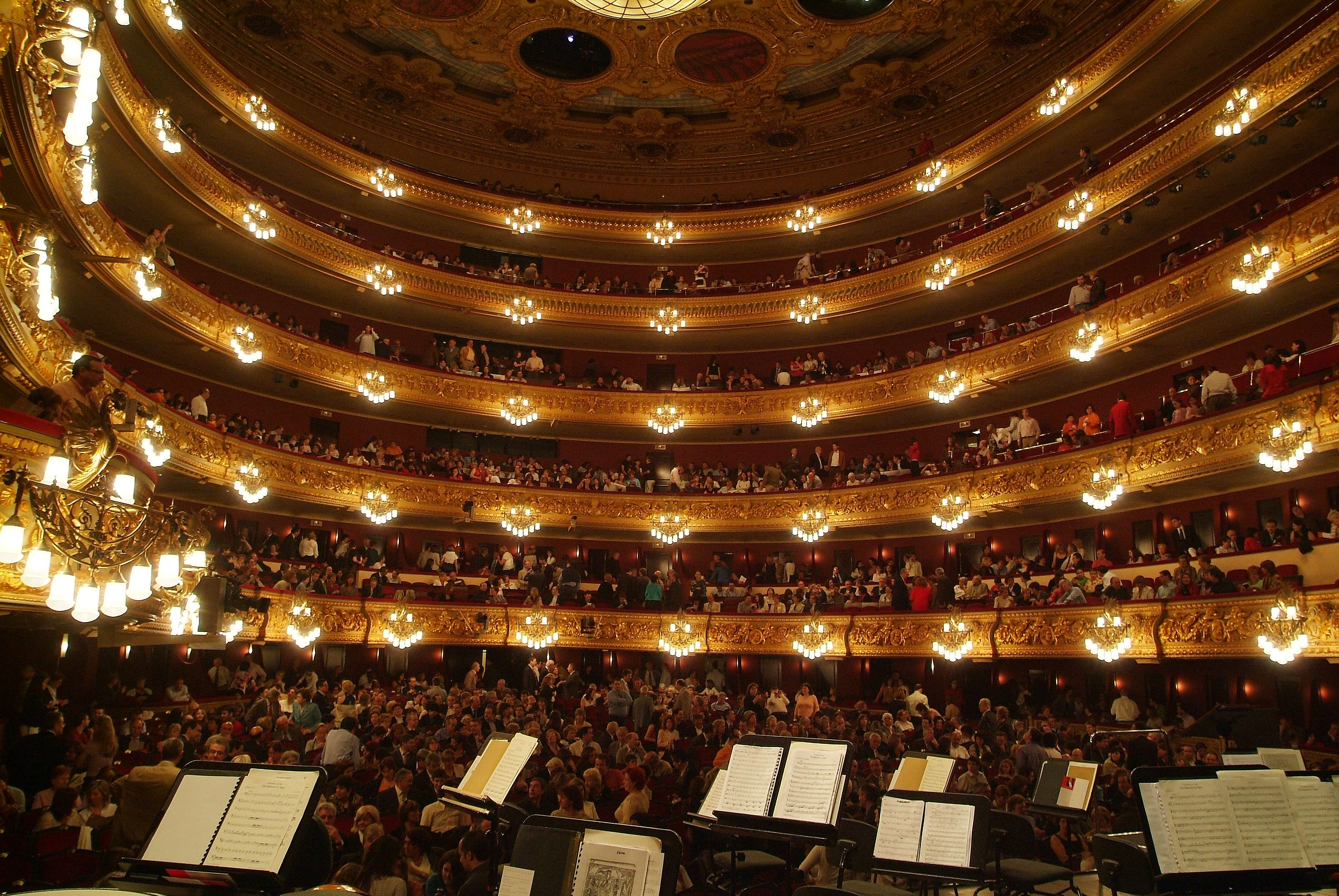
داخل گران تئاتر دل لیسئو

بارسلون اماکن زیادی برای موسیقی زنده و تئاتر دارد. از بین این اماکن، اماکن شناخته شده‌ای نظیر سالن اپرا گران تئاتر دل لیسئو، تئاتر ملی کاتالونیا، تئاتر لیور و سالن موسیقی قصر موسیقی کاتالان شایان ذکر هستند. همچنین بارسلون خانه ارکستر سمفونیک ملی کاتالونیا و بارسلون موسوم به اوبی‌سی (به انگلیسی: OBC) است که بزرگ‌ترین ارکستر سمفونیک کاتالونیا نیز محسوب می‌شود.

### رسانه
ال پریودیکو دی کاتالونیا (با نسخه‌های زبان کاتالان و زبان اسپانیایی) و لا ونگوردیا (زبان اسپانیایی) روزنامه‌های اصلی صبح بارسلون هستند. همچنین اسپورت و موندو دپورتیو با موضوع ورزش دیگر روزنامه‌های اصلی صبح هستند که به زبان اسپانیایی و توسط شرکت‌های مختلفی منتشر می‌شوند.

### ورزش

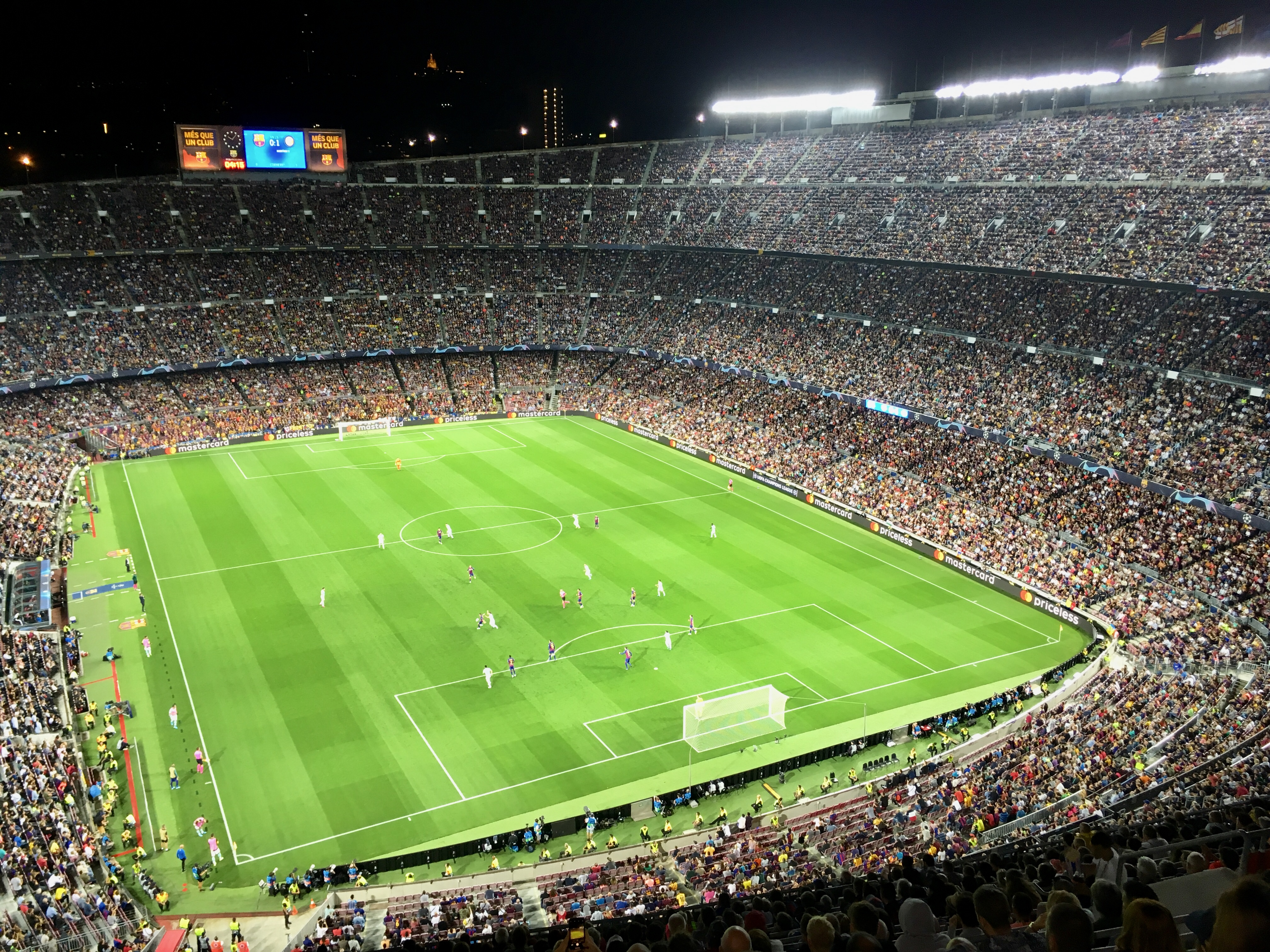
تصویری از ورزشگاه نیوکمپ

بارسلون تاکنون برگزارکننده مسابقات سطح بالایی نظیر بازی‌های المپیک تابستانی ۱۹۹۲ و جام جهانی فوتبال ۱۹۸۲ بوده است و همچنین می‌توان از دو بار میزبانی یوروبسکت، یکبار بازی‌های ورزش‌های آبی قهرمانی جهان ۲۰۰۳ و بازی‌های دو و میدانی قهرمانی اروپا ۲۰۱۲ نیز یادکرد.
باشگاه بارسلونا باشگاه ورزشی این شهر است که بیشتر بخاطر تیم فوتبال آن شهرت جهانی دارد. تیم فوتبال بارسلونا یکی از سه تیمی است که هرگز به دسته‌ای پایین‌تر از لالیگا سقوط نکرده است، و نیز با ۲۷ قهرمانی در لالیگا، ۳۱ قهرمانی در جام حذفی، ۱۵ قهرمانی در سوپرکاپ و ۲ قهرمانی در لیگ کاپ، پرافتخارترین تیم اسپانیا به همراه رئال مادرید است. آن‌ها همچنین با بردن در مجموع ۱۷ عنوان اصلی در اروپا، یکی از موفق‌ترین تیم‌های حاضر در اروپا می‌باشند. ۵ قهرمانی در لیگ قهرمانان، ۳ قهرمانی در جام یوفا، ۴ قهرمانی در جام در جام اروپا و ۵ قهرمانی در سوپرکاپ اروپا دستاورد بارسلونا در اروپا تا به امروز می‌باشد. در سال ۲۰۰۹، بارسلونا موفق شد اولین باشگاهی باشد که سه‌گانه لالیگا، کوپا دل ری و لیگ قهرمانان باشگاه‌های اروپا را به دست می‌آورد و در همان سال نخستین باشگاه تاریخ فوتبال لقب گرفت که توانسته است شش‌گانه جام‌ها را فتح کند.(بارسلونا در سال ۲۰۱۵ هم توانست ۳ گانه را بدست‌آورد). همچنین بارسلونا تنها تیمی است که از سال ۱۹۵۵ همواره در جام باشگاه‌های اروپا حاضر بوده است.
همان‌گونه که از شعار باشگاه «فراتر از یک باشگاه» بر می‌آید، این باشگاه تنها به فوتبال محدود نبوده و برخلاف باشگاه‌های ورزشی شمال آمریکا به ورزش‌های دیگر وحتی به ایفای نقشی فرهنگی نیزمی‌پردازد.باشگاه ورزشی بارسلونا علاوه بر فوتبال، ۱۴ رشته ورزشی دیگر را نیز پوشش می‌دهد که چهار رشته آن؛ شامل بسکتبال، فوتسال، هندبال و اسکیت هاکی،از تیم‌های حرفه‌ای به حساب می‌آیند.باشگاه فوتبال بارسلونا نقشی تاریخی به عنوان یک نماد ملی‌گرایی کاتالان‌ها بازی کرده است.به‌عنوان مثال در زمان دیکتاتوری فاشیستی ژنرال ریورا که به مقابله با ملی‌گرایی کاتالان‌ها پرداخته بود،ممنوعیتی شش‌ماهه بر این باشگاه تحمیل و سپس عنوان باشگاه تغییرداده شد. 
با این همه، باشگاه بارسلونا، نمادی برای هویت منطقه‌ای و مطالبه ارزش‌های دموکراتیک کاتالان‌ها شد. باشگاه، نام اولیه‌اش را تنها پس از مرگ ژنرال فرانکو در سال ۱۹۷۵ به‌دست‌آورد.استادیوم باشگاه نیوکمپ نام دارد، که با گنجایش ۹۸٫۷۷۲ تماشاگر، بزرگ‌ترین استادیوم در اروپاست.بارسلونا از درجه بالایی از محبوبیت برخوردار است، حدود ۲۵٫۷٪ مردم اسپانیا طرفدار بارسلوناهستند و این در حالیست که
بر اساس بررسی ای که اخیراً انجام شد، بارسلونا با دارا بودن ۴۴٫۲ میلیون
هوادار در اروپا، پرطرفدارترین تیم حاضر در اروپا نیز هست.

## حمل و نقل

### فرودگاه

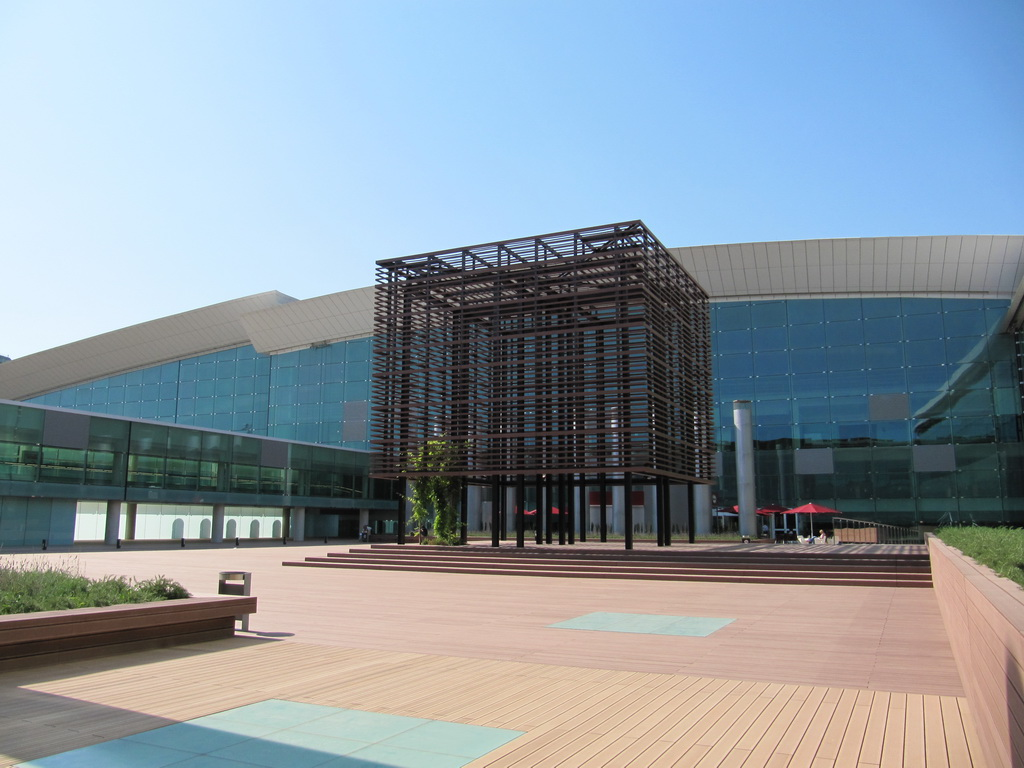
تصویری از ورودی ترمینال T1 فرودگاه بارسلون-ال پرات

فرودگاه بارسلون-ال پرات در منطقه ال پرات دی لیوبرگات در فاصله ۱۷ کیلومتری مرکز شهر بارسلون واقع شده است. این فرودگاه دومین فرودگاه بزرگ اسپانیا و بزرگ‌ترین فرودگاه کنار دریای مدیترانه است. فرودگاه بارسلون مرکز فعالیت شرکت هواپیمایی ویولینگ، اسپن‌ایر و ایر اروپا است. پروازهای این فرودگاه غالباً داخلی یا مقاصدی در اروپا می‌باشد، اگرچه برخی شرکت‌های هواپیمایی پروازهایی به مقاصد دیگر دنیا نظیر آمریکای لاتین، ایالات متحده و آسیا نیز دارند. فرودگاه از طریق بزرگراه، اتوبوس و قطار شهری به شهر ارتباط دارد.
فرودگاه سبدلل فرودگاه کوچک و دیگر فرودگاه بارسلون است که در نزدیکی منطقه سابادل قرار دارد. این فرودگاه به آموزش خلبانی، پروازهای تجاری و پروازهای خصوصی اختصاص دارد. همچنین برخی از شرکت‌های هواپیمایی ارزان قیمت مثل ترانساویا.کام و ریان ایر از فرودگاه جیرونا-کاستا براوا واقع در ۹۰ کیلومتری شمال بارسلون یا فرودگاه رئوس در ۷۷ کیلومتری جنوب بارسلون استفاده می‌کنند.

### راه‌آهن

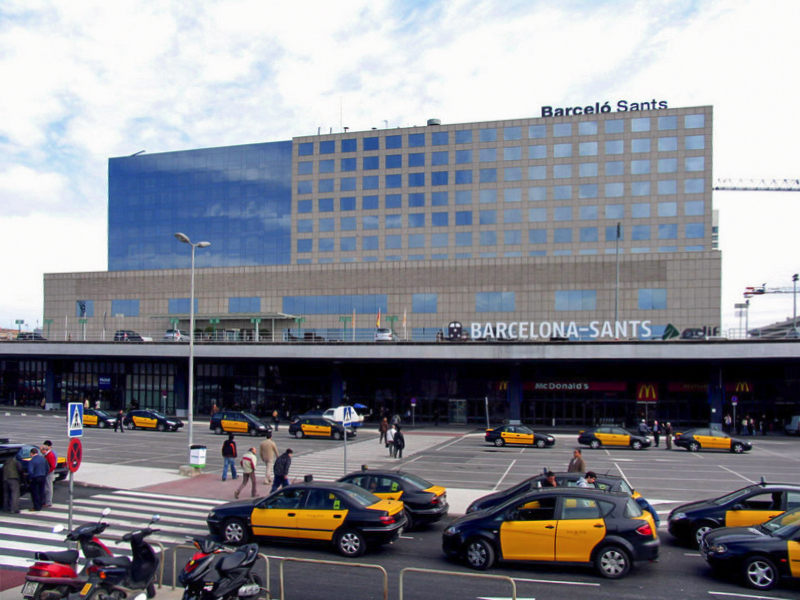
ایستگاه راه‌آهن بارسلون سانتس

بارسلون پایگاه اصلی آرای‌ان‌اف‌ای (به انگلیسی: RENFE)، راه‌آهن اسپانیا 
است. مرکز اصلی قطار درون‌شهری بارسلونا ایستگاه راه‌آهن بارسلون سانتس می‌باشد. سیستم قطار تندروی ای‌وی‌ای (به انگلیسی: AVE) که توانایی حرکت با سرعت ۳۰۰ کیلومتر در ساعت را داراست، بارسلون را به مادرید متصل می‌کند. در مجموع بارسلون دارای خطوط قطار سریع‌السیر به شهرهای اصلی اسپانیا است. در سال ۲۰۱۲ نیز خط راه‌آهن پرسرعت بارسلون به فرانسه راه‌اندازی می‌شود.

### مترو

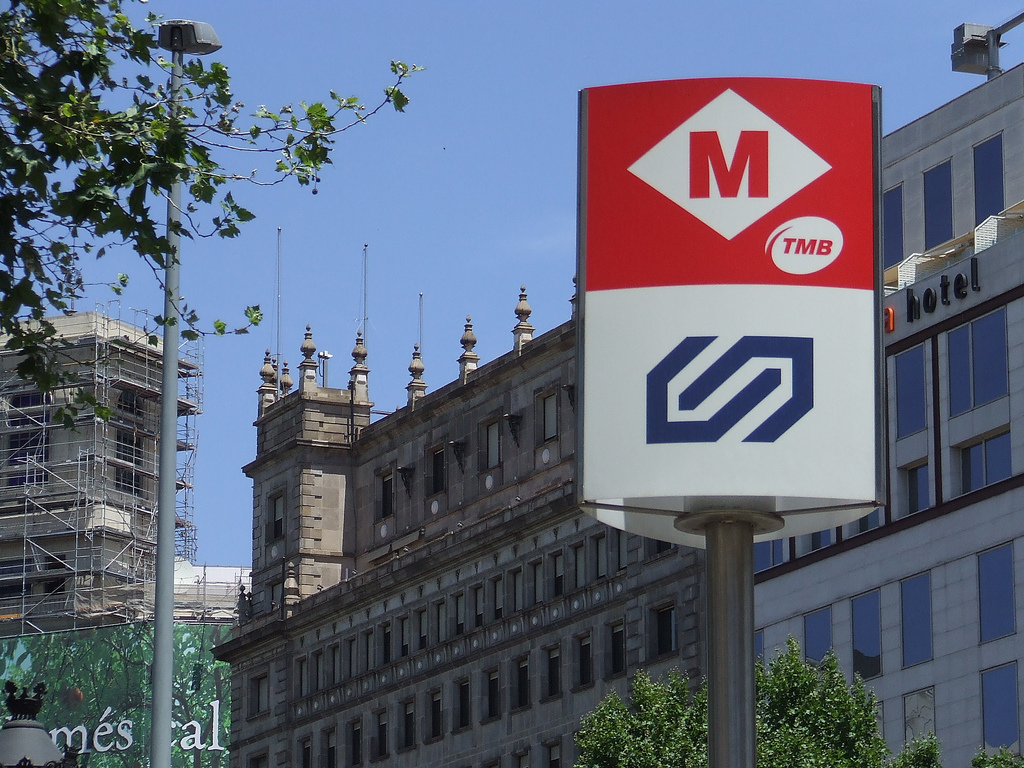
تابلوی متروی بارسلون

متروی بارسلون در سال ۱۹۲۴ تأسیس شده و هم‌اکنون دارای ۱۲ خط و ۱۸۰ ایستگاه می‌باشد، این مترو از قدیمی‌ترین متروهای جهان محسوب می‌شود.

### تراموا

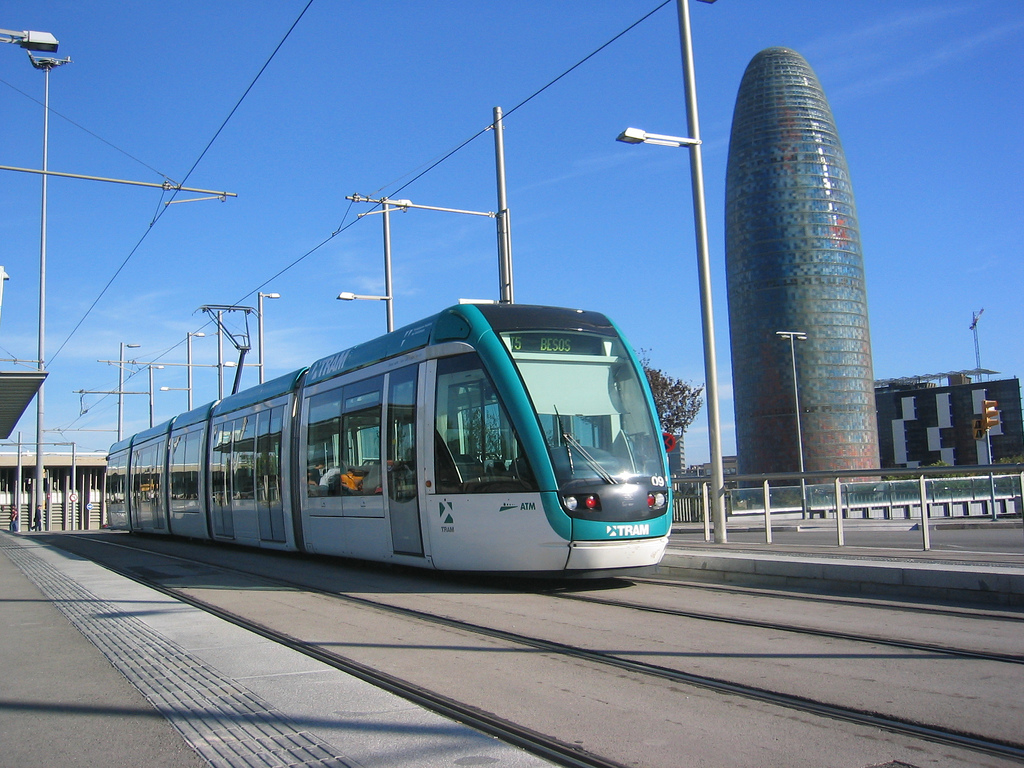
تراموا بارسلون

تراموا بارسلون یکی از سیستم‌های حمل‌ونقل عمومی این شهر است که شامل دو شبکه اصلی به نام‌های Trambaix و Trambesòs می‌شود و هریک از این دو شبکه دارای ۳ خط تراموا می‌باشند.

### سامانه دوچرخه اشتراکی

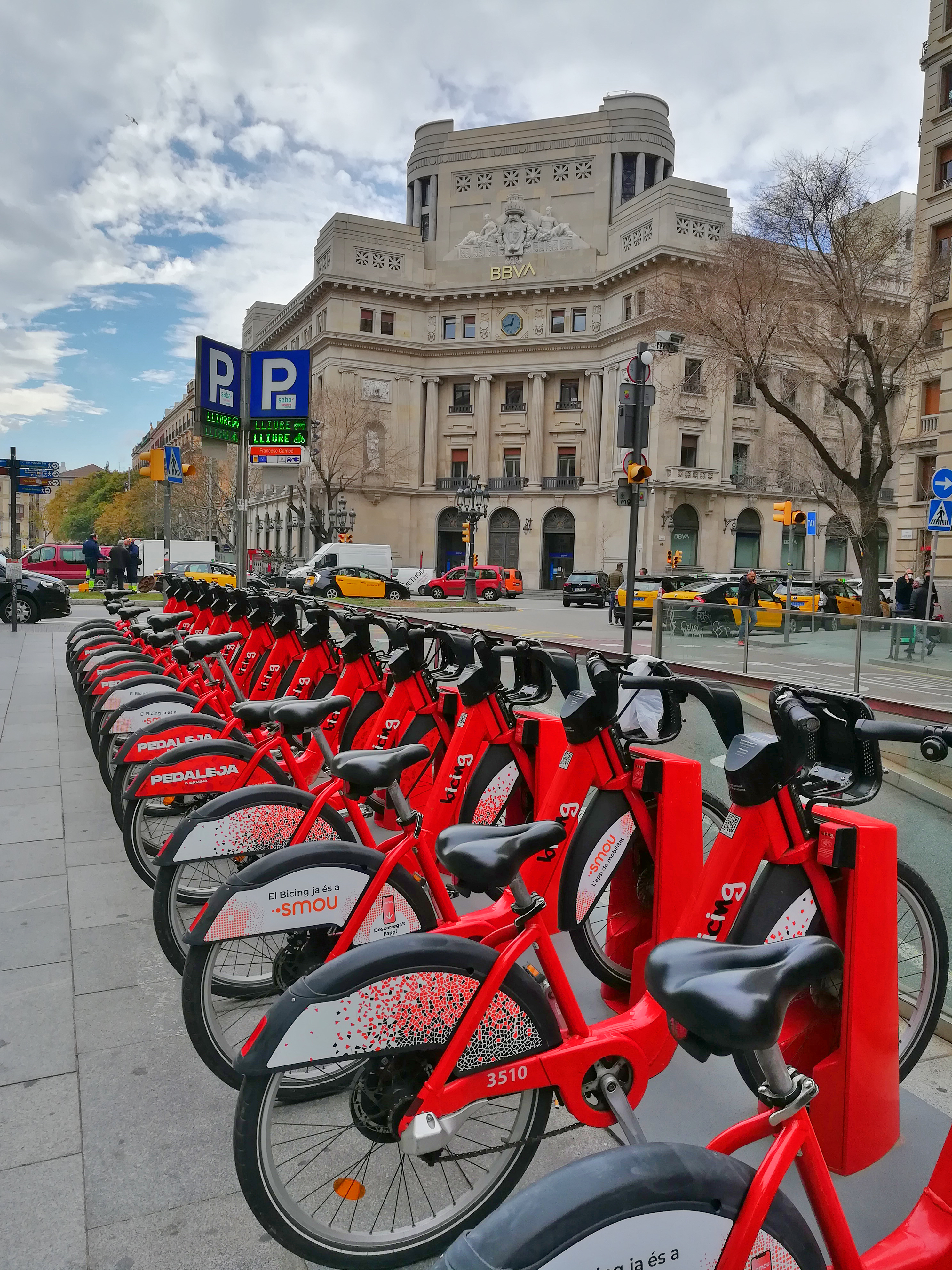
یک ایستگاه بایکینگ

سامانه دوچرخه اشتراکی شهر بارسلون بایکینگ نام دارد که شامل دوچرخه‌های معمولی و برقی بوده و دارای بیش از ۶۰۰ ایستگاه در سراسر شهر می‌باشد.

## نگارخانه

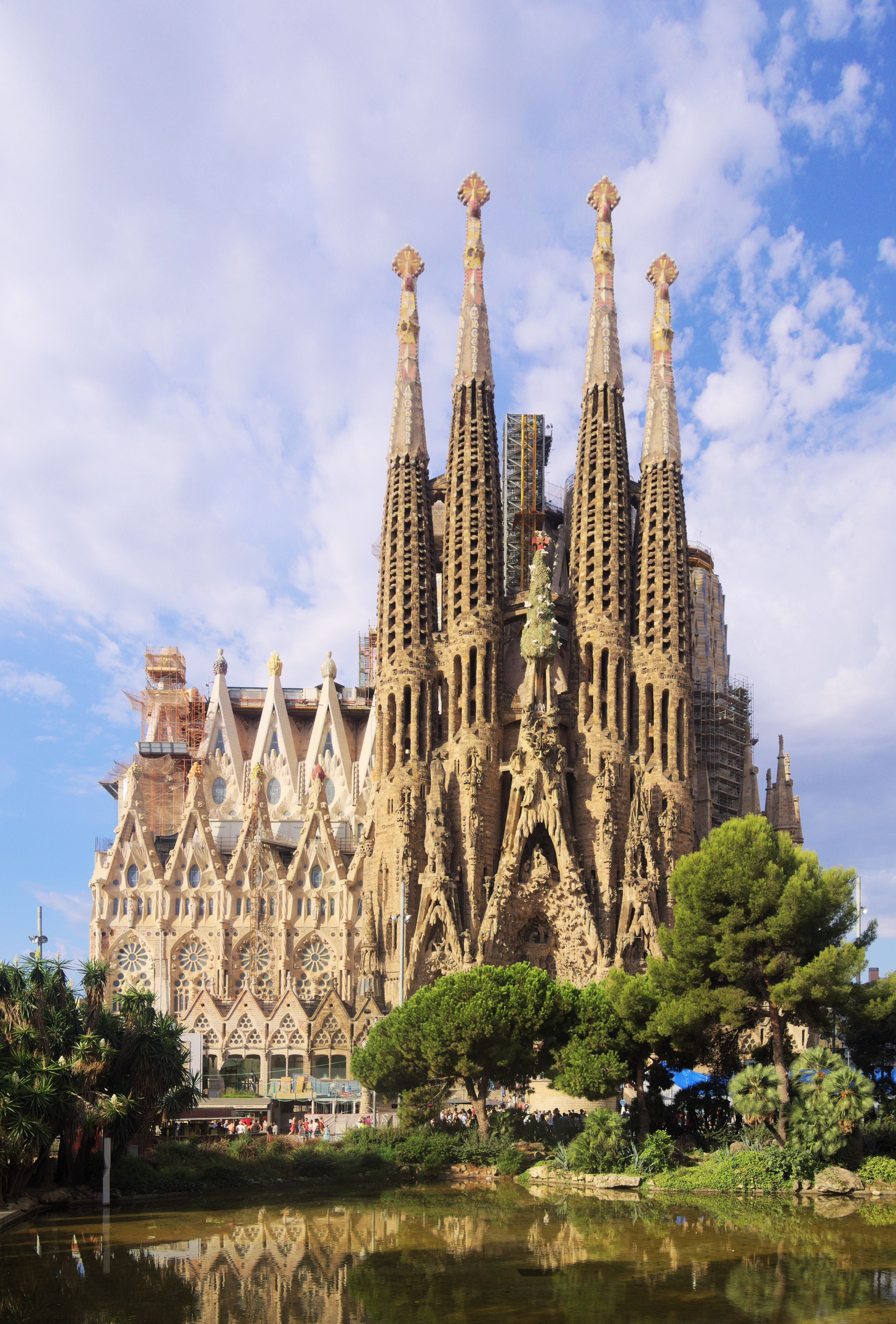
کلیسای ساگرادا فامیلیا
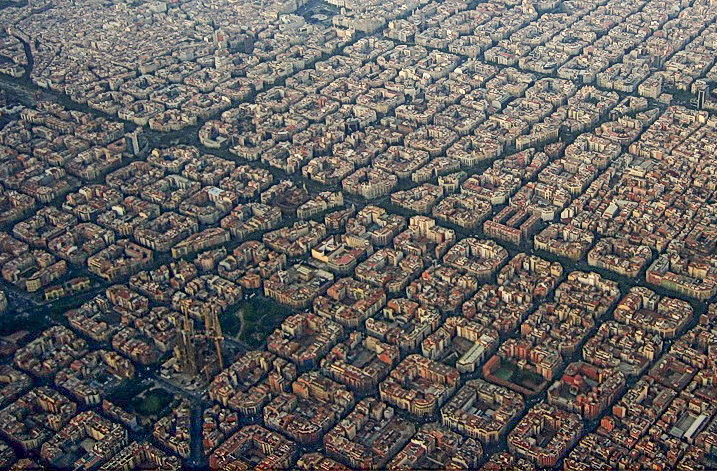
تصویر هوایی از منطقه اشامپله و خیابان دیاگونال که از میان آن به‌صورت مورب عبور می‌کند.
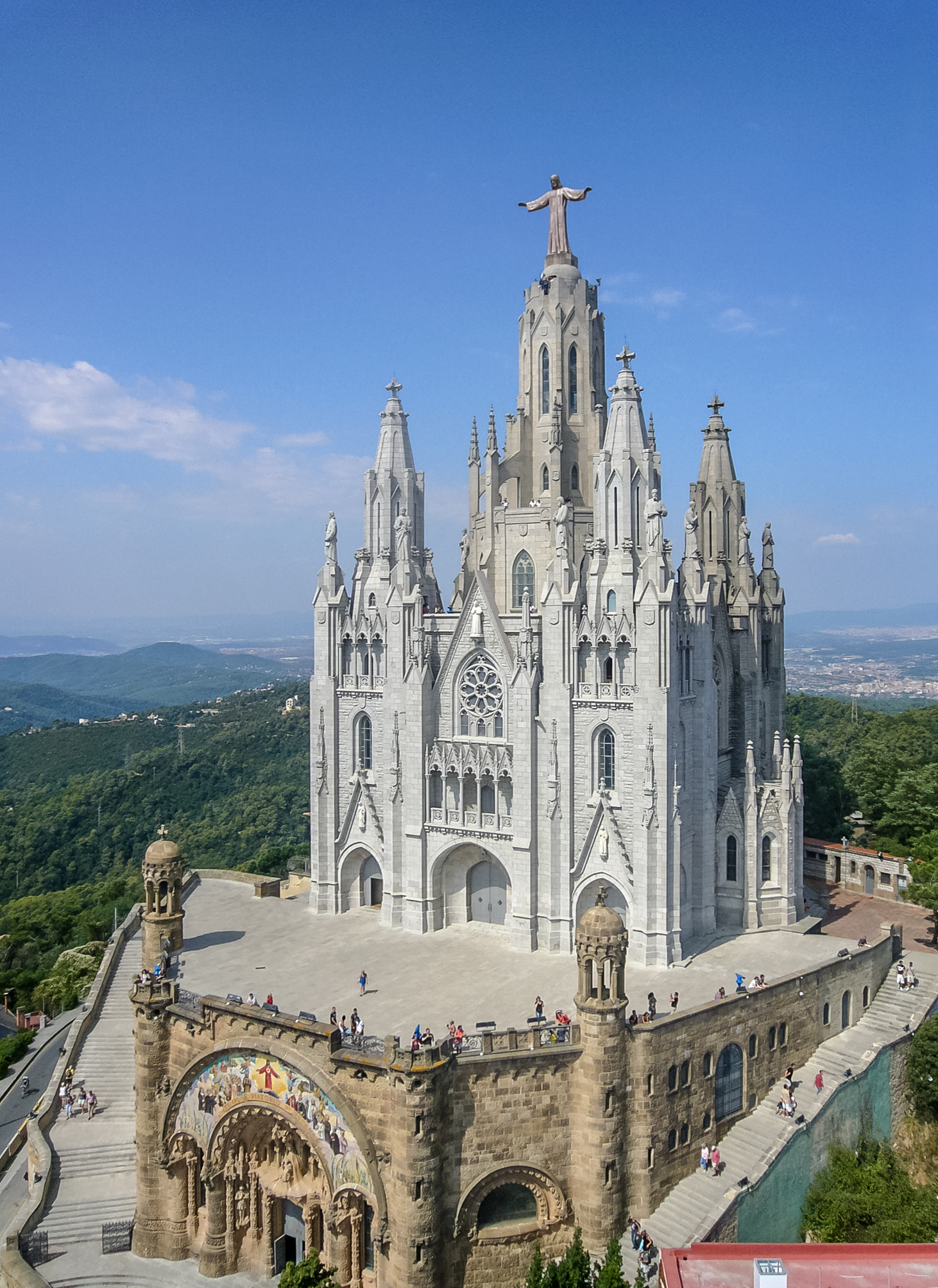
تیبیدابو
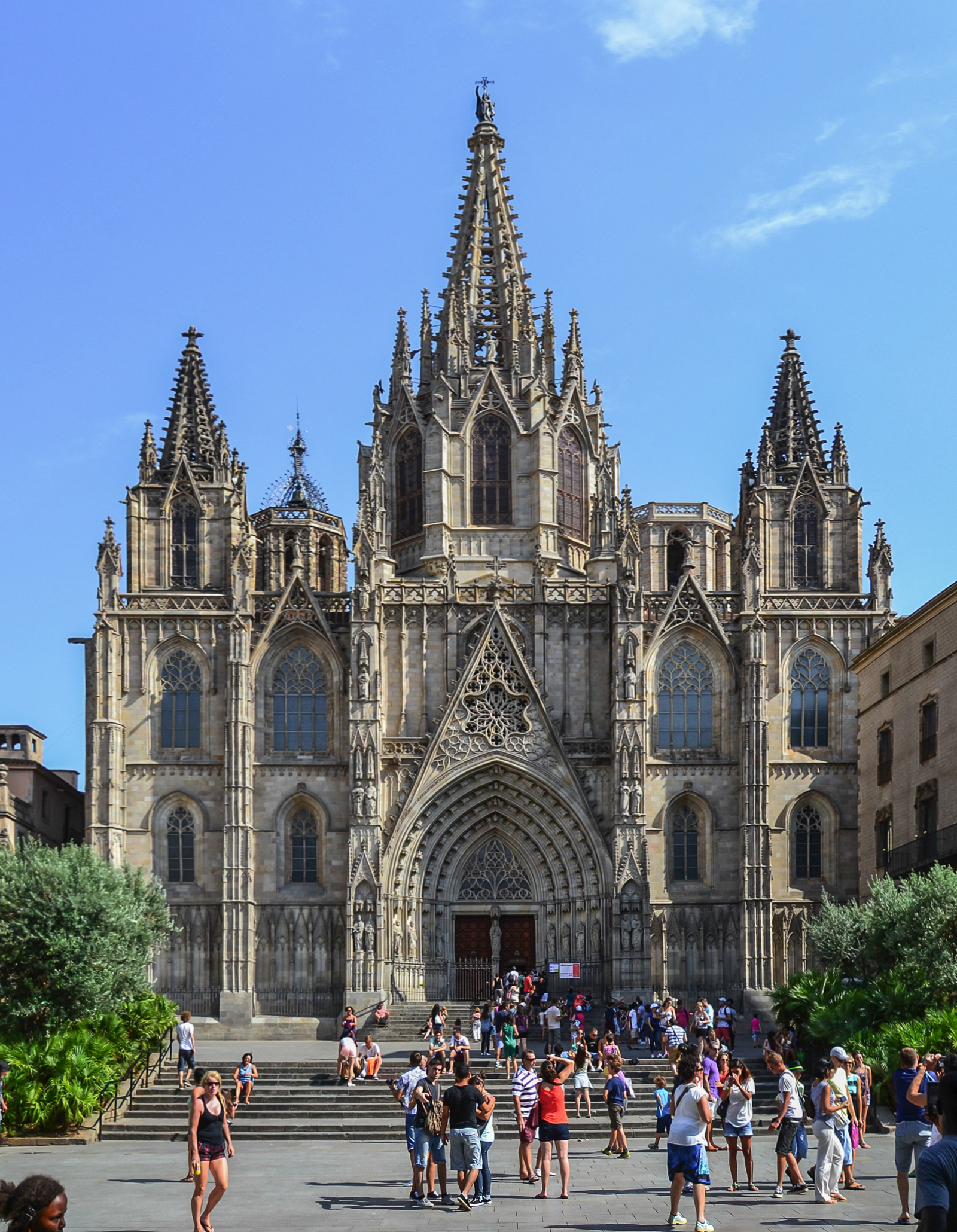
کلیسای جامع بارسلونا
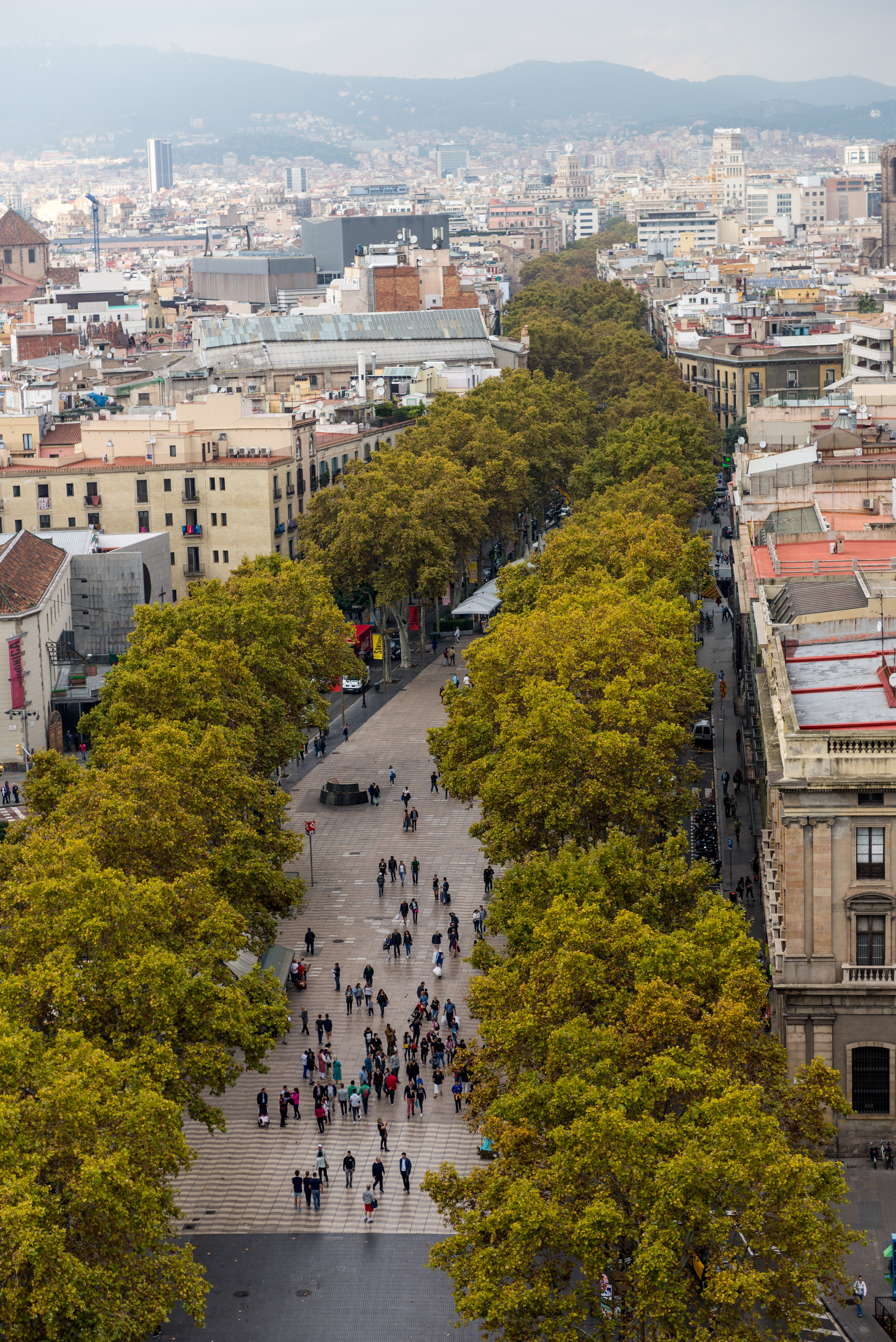
خیابان لارامبلا
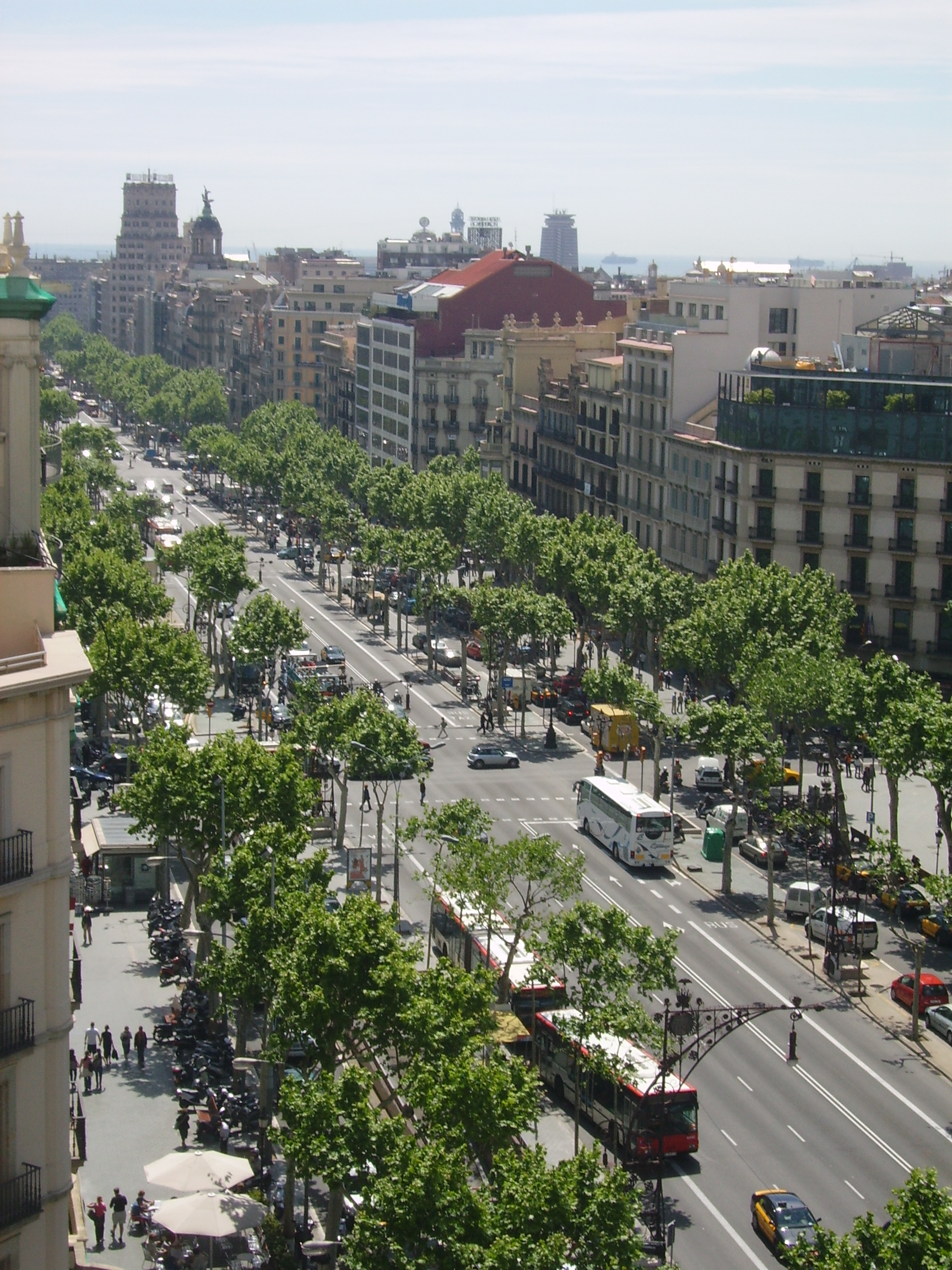
خیابان پسیج د گراسیا
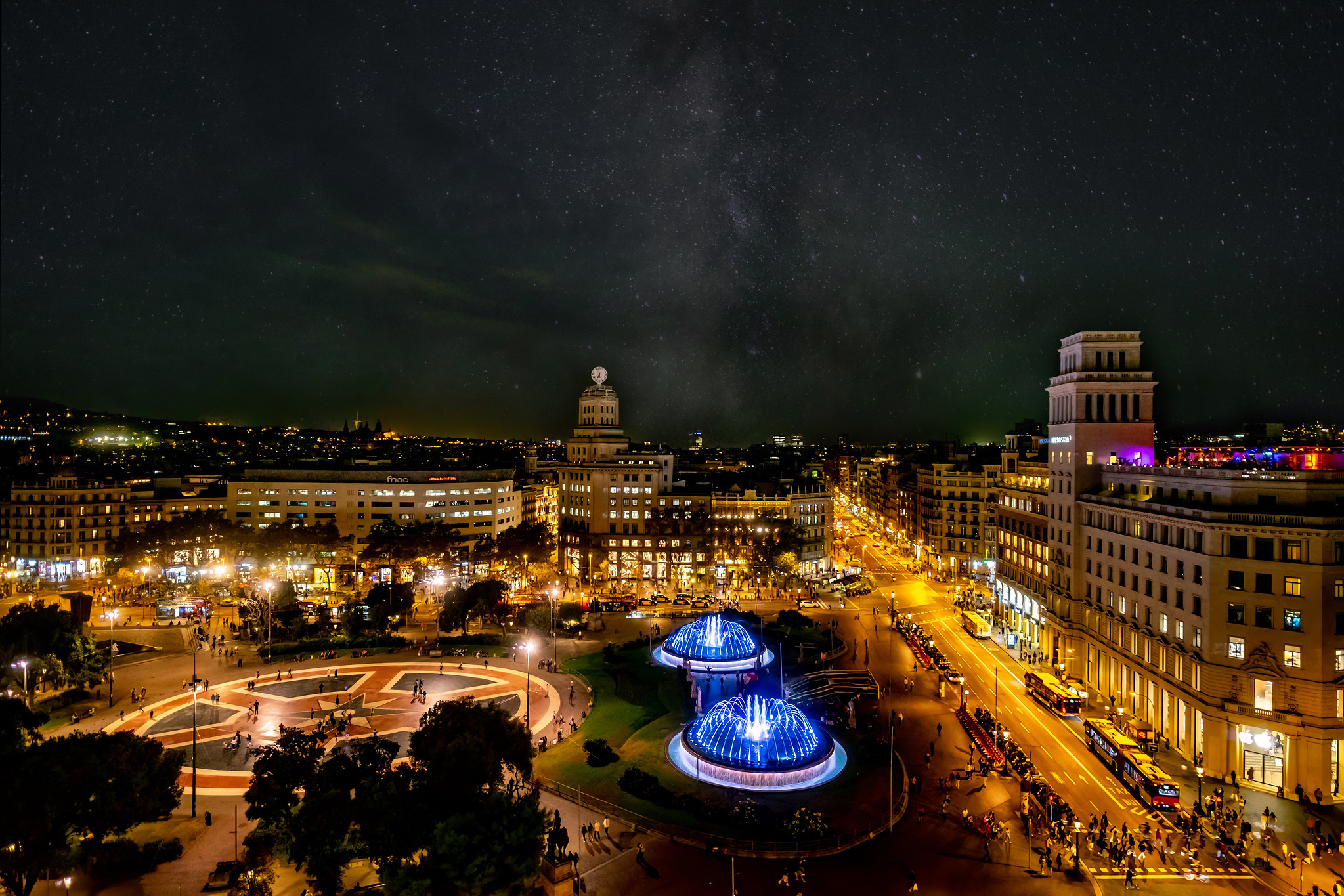
میدان کاتالونیا
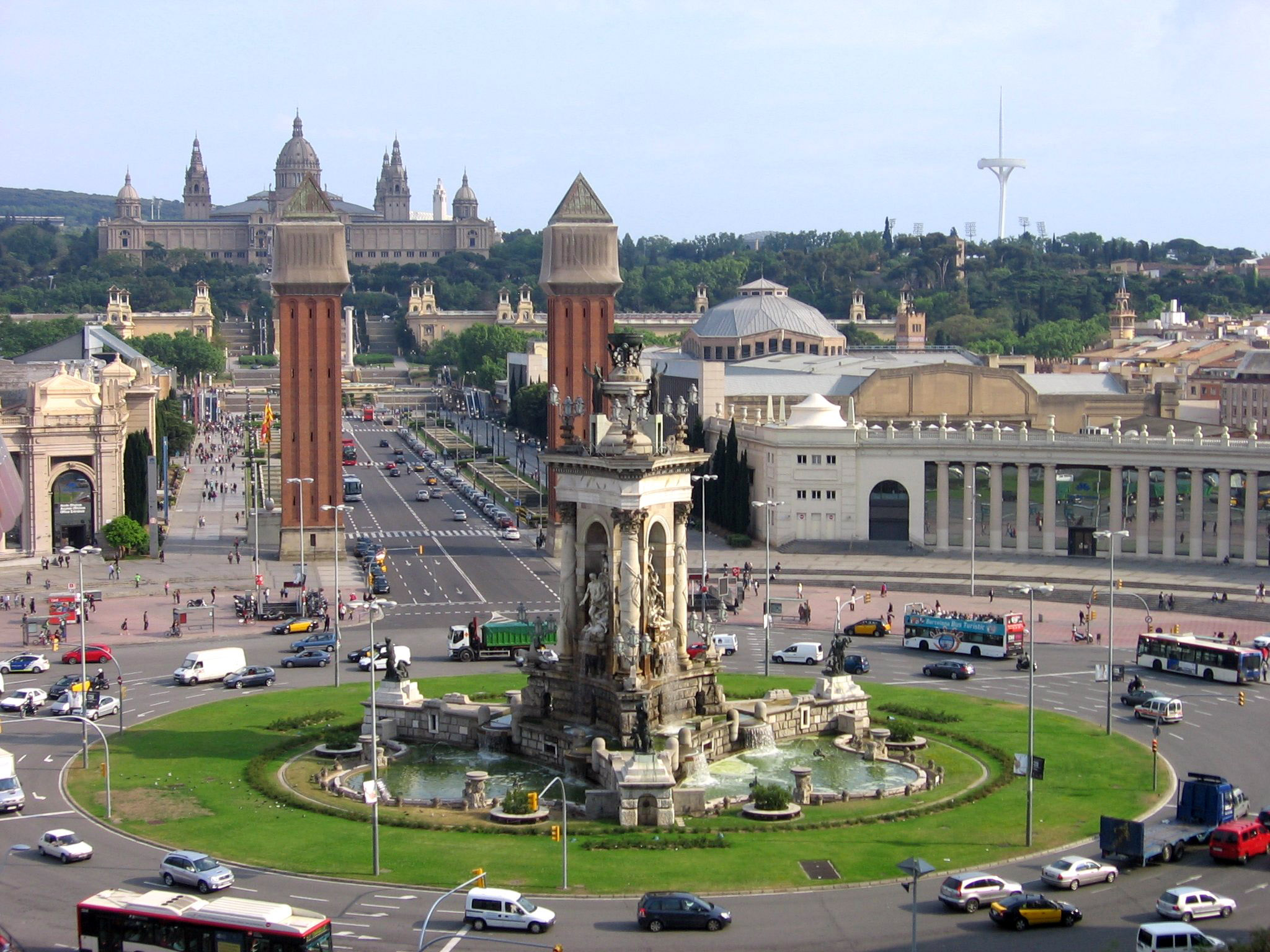
میدان اسپانیا
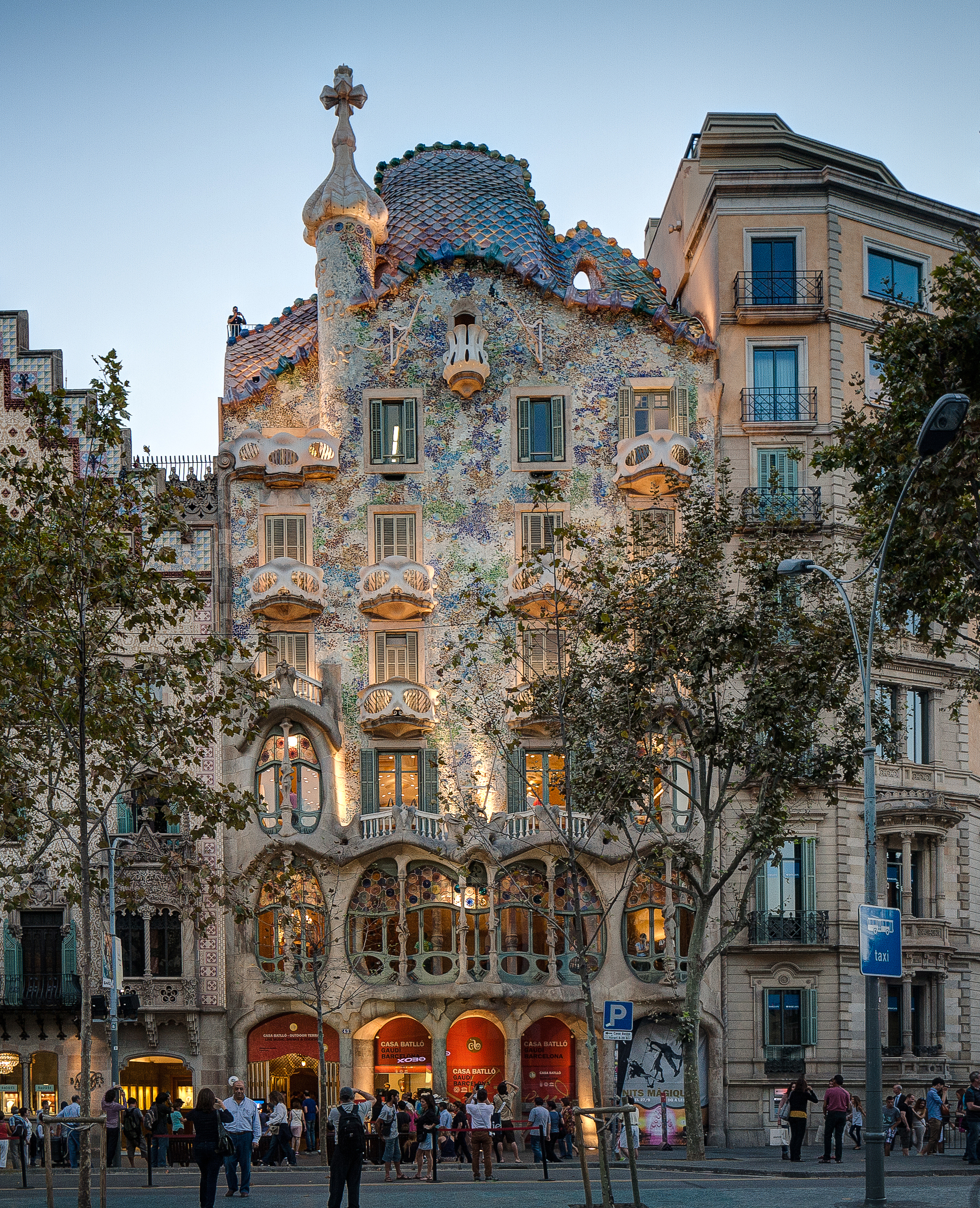
کازا بالیو
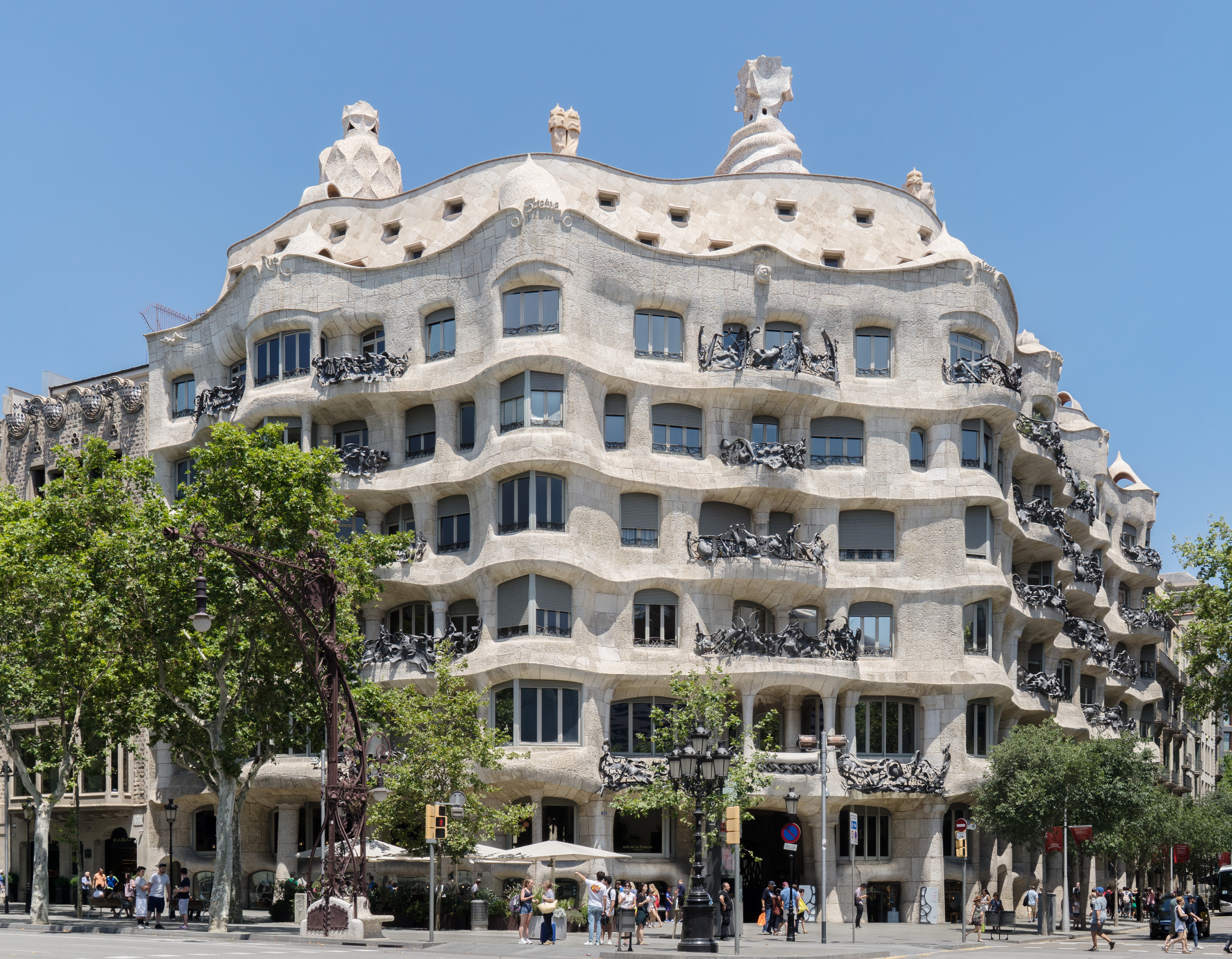
کازا میلا
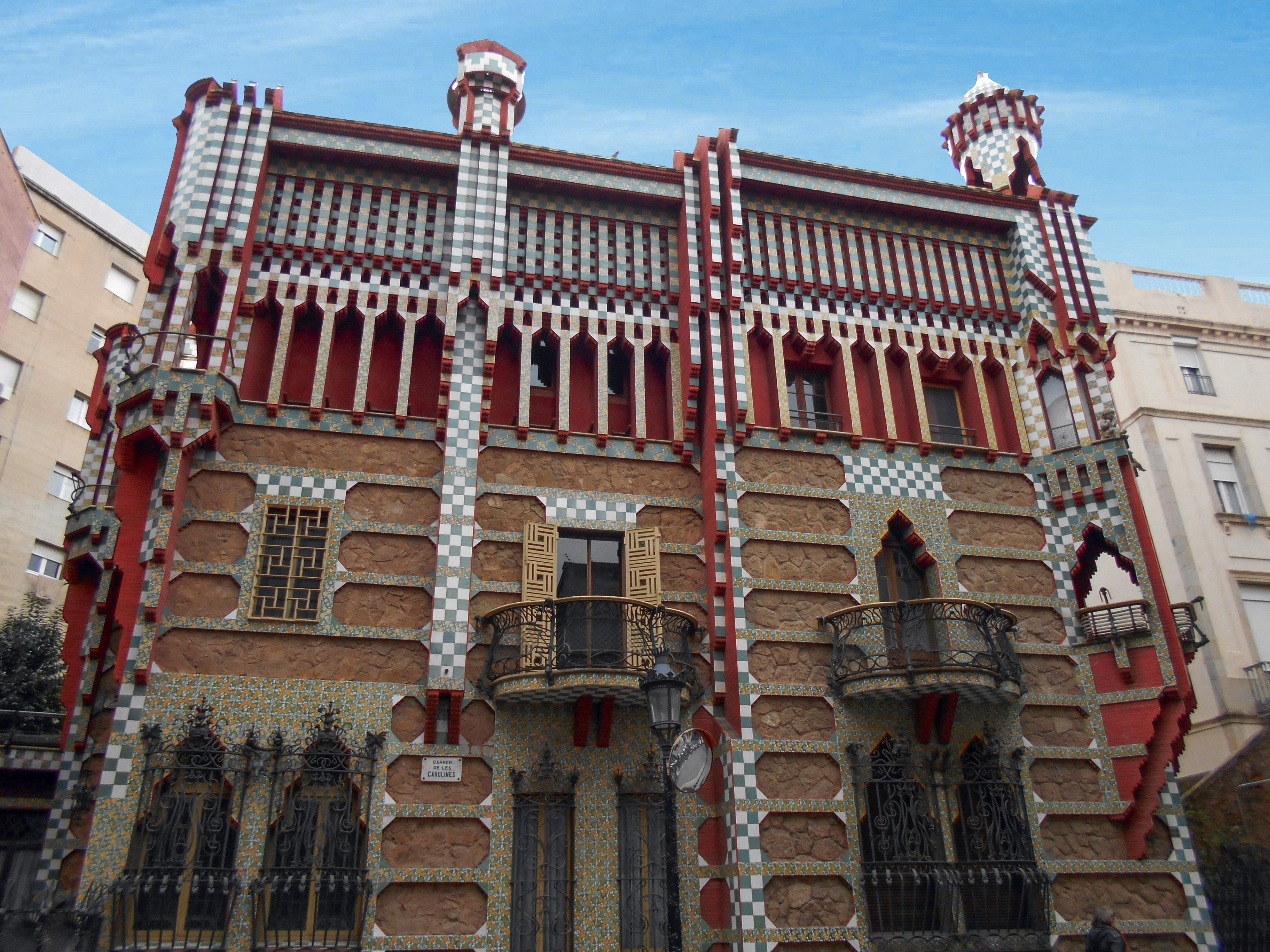
کازا ویسنس
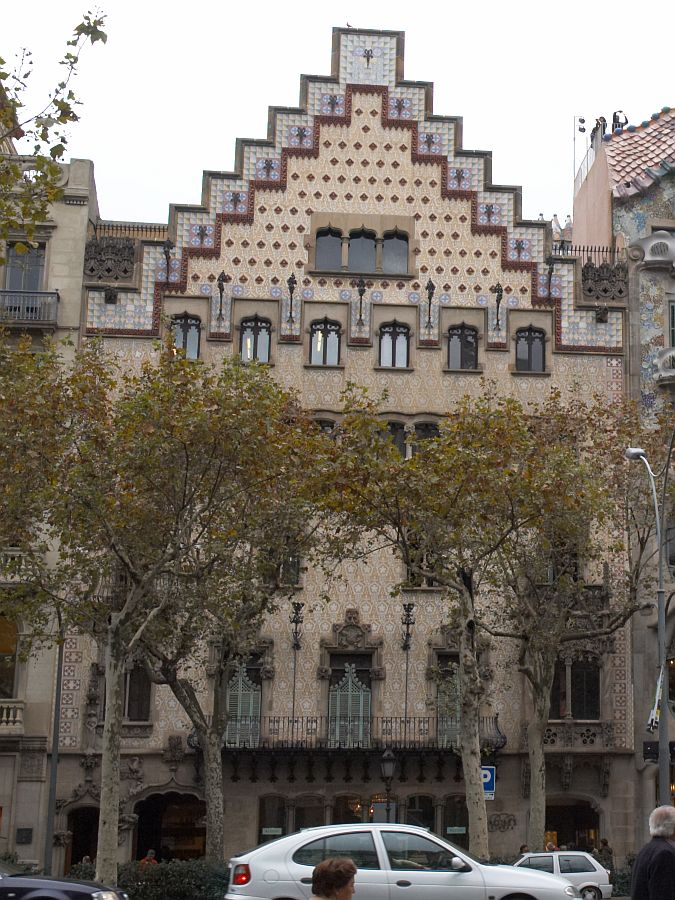
کازا آمایر
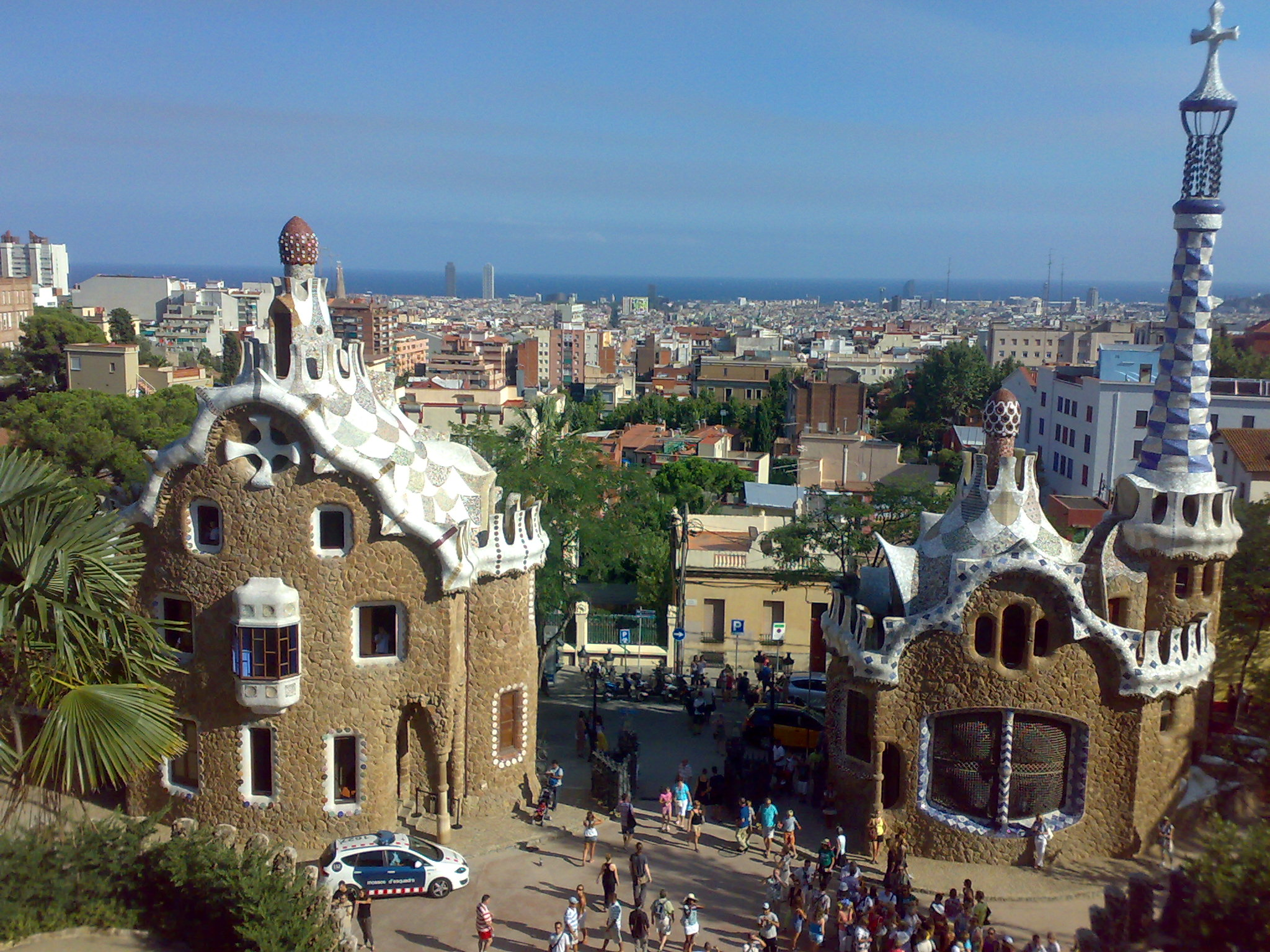
پارک گوئل
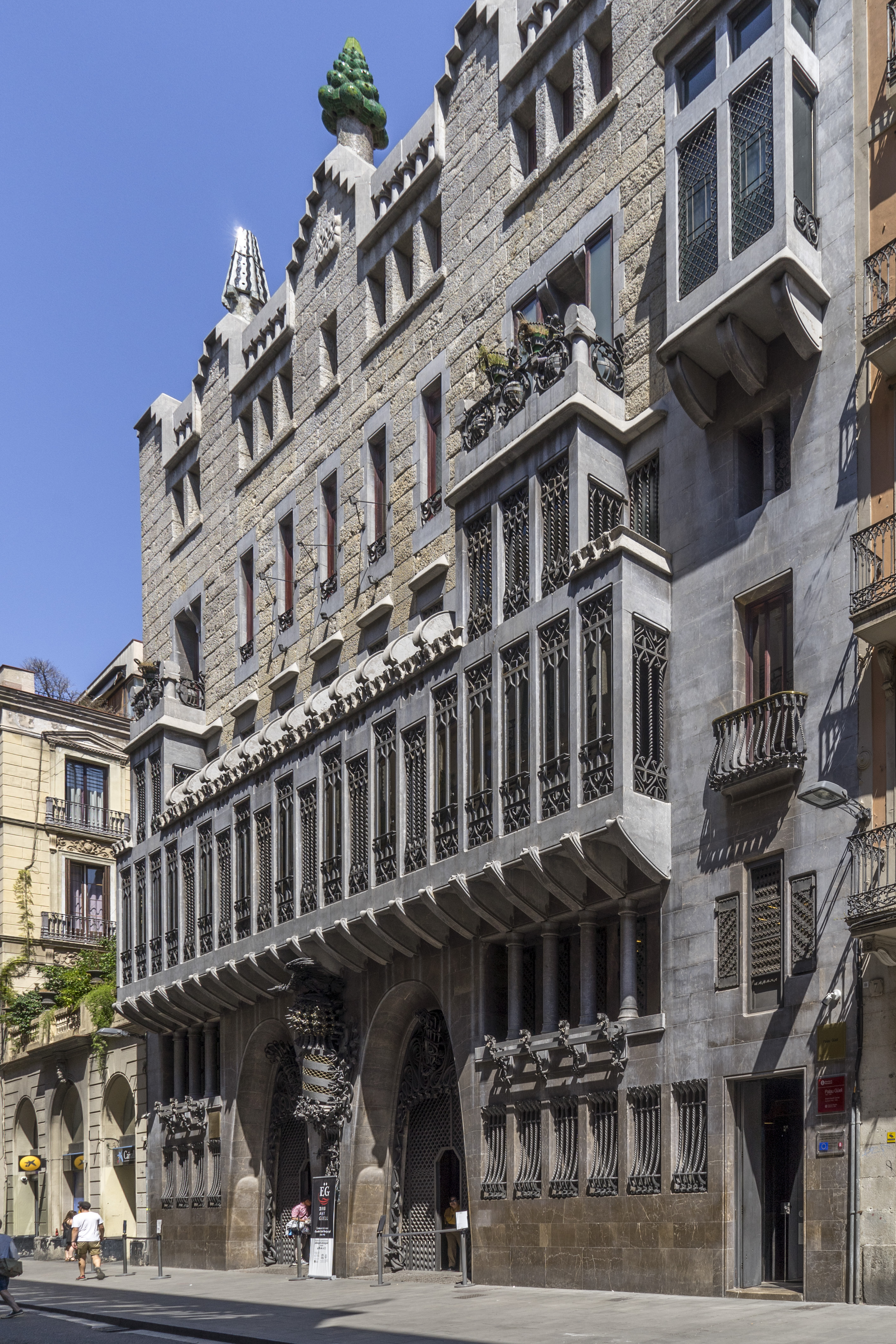
پالائو گوئل
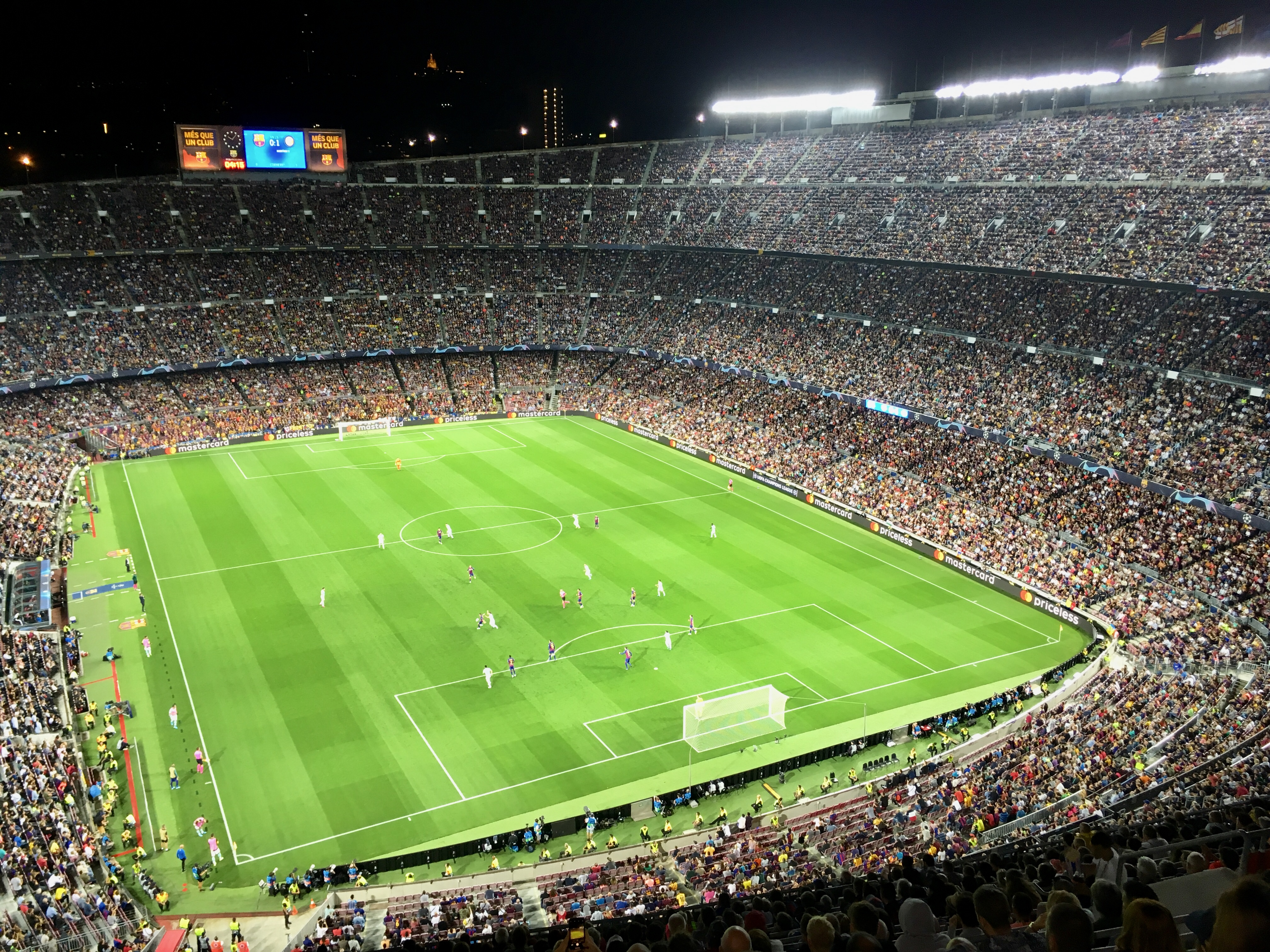
ورزشگاه نیوکمپ
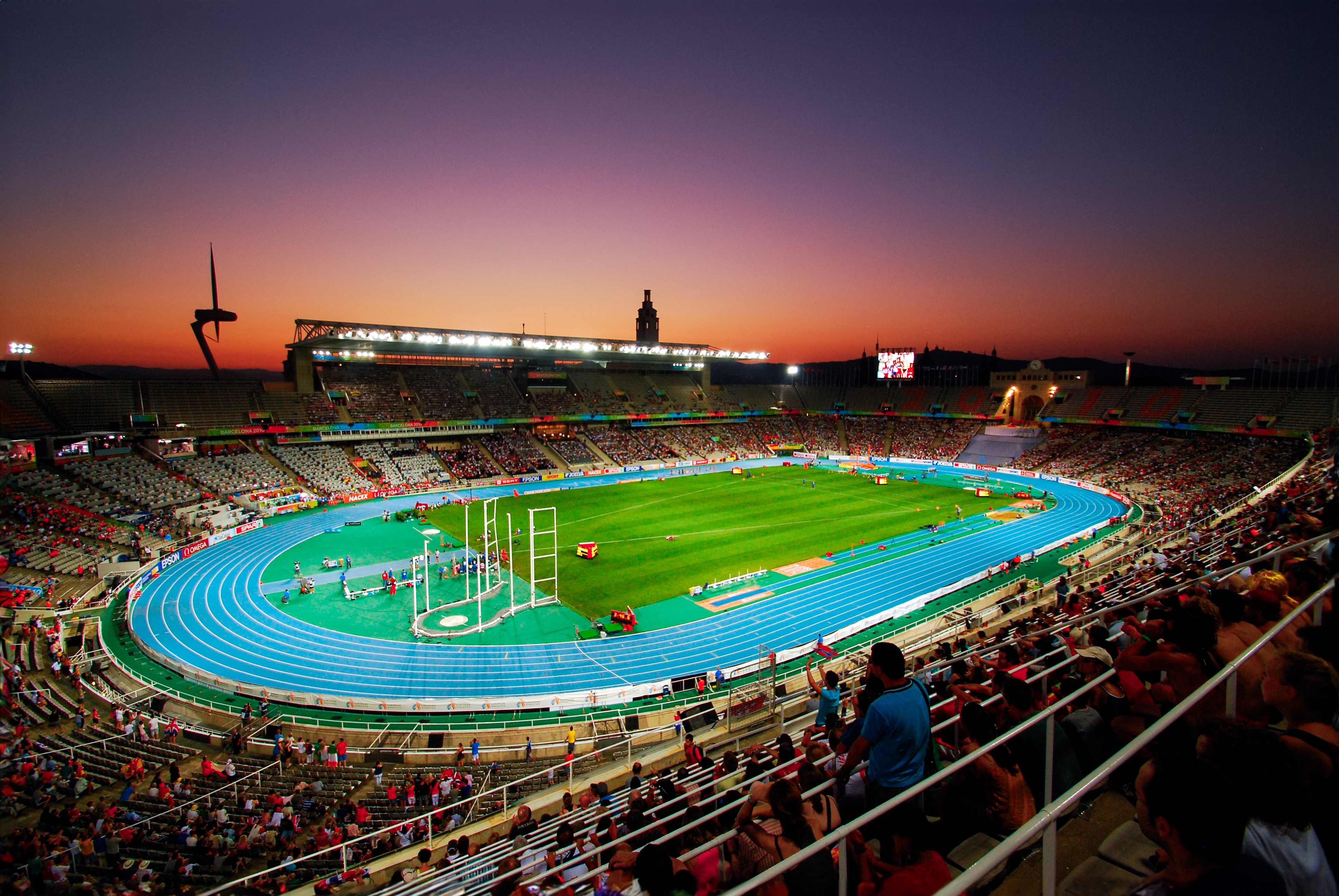
ورزشگاه المپیک کمپانی لوییس
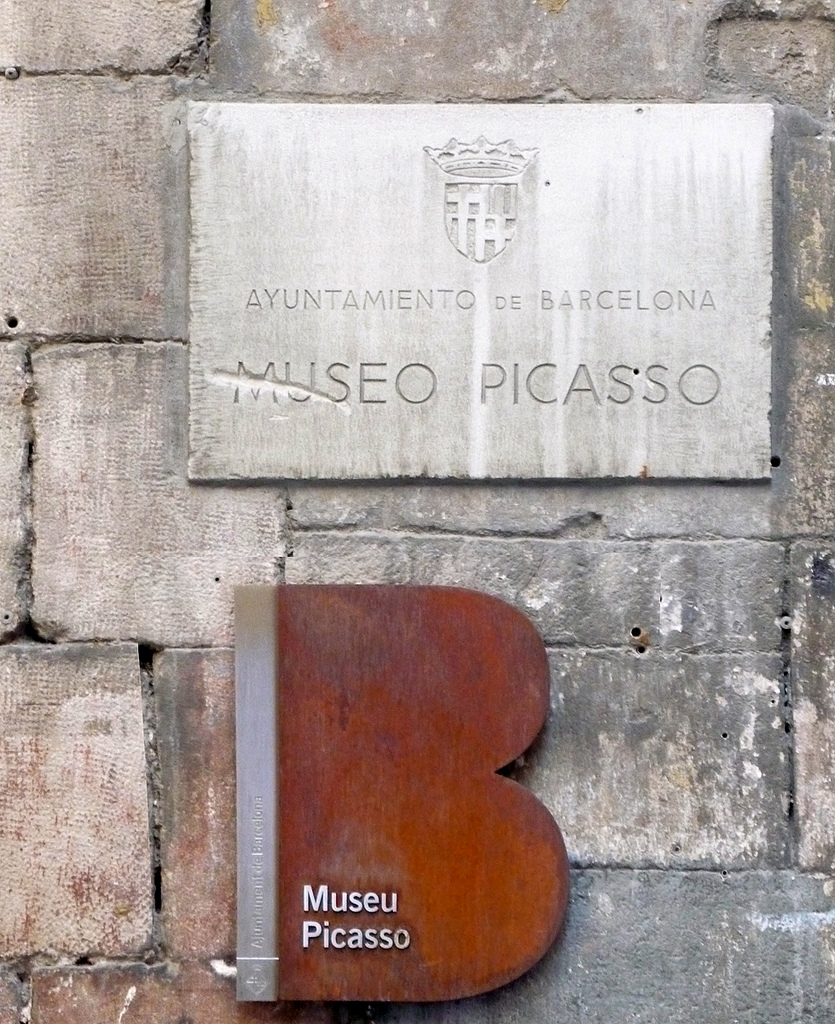
موزه پیکاسو
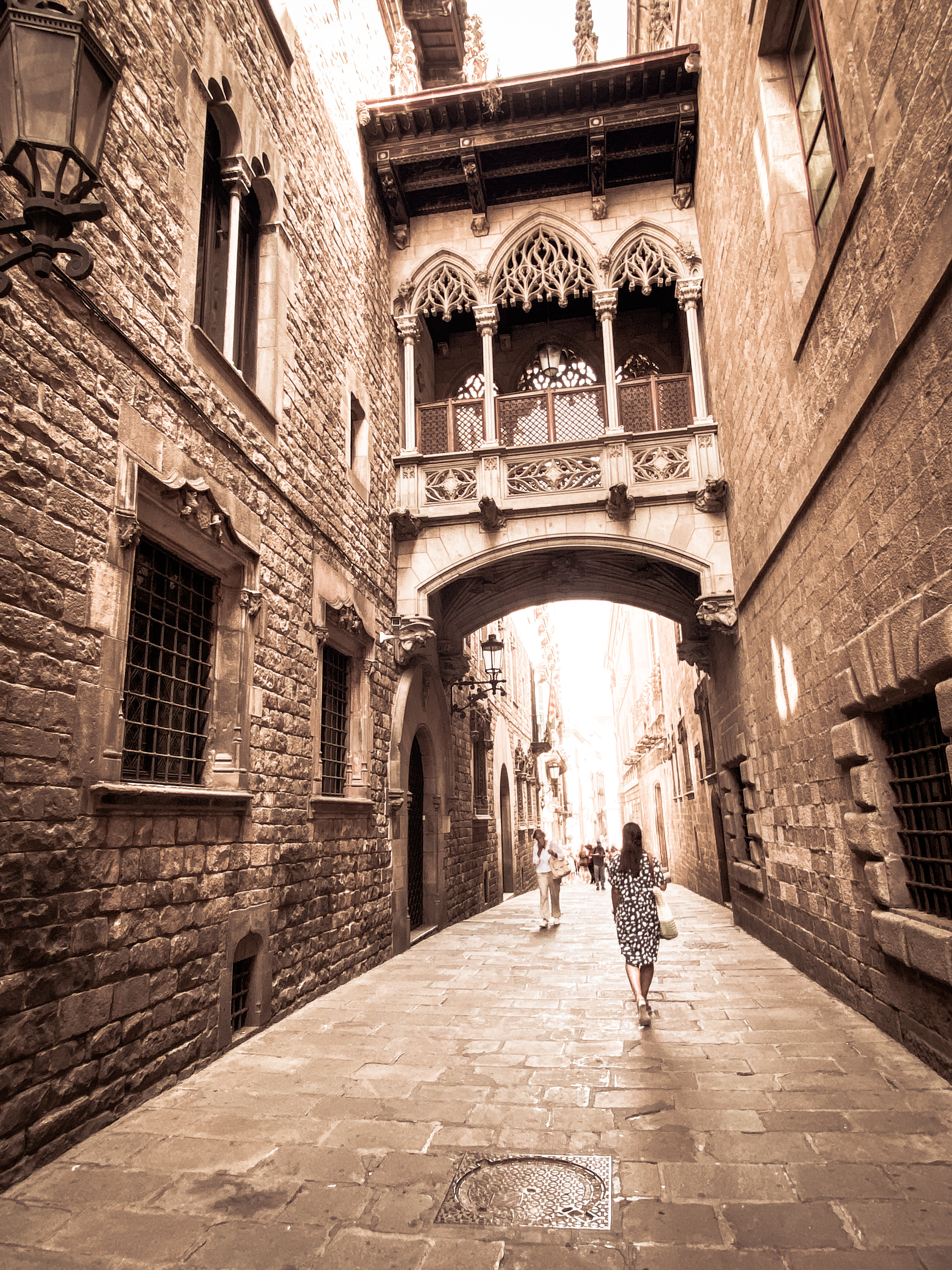
محله گوتیک بارسلون
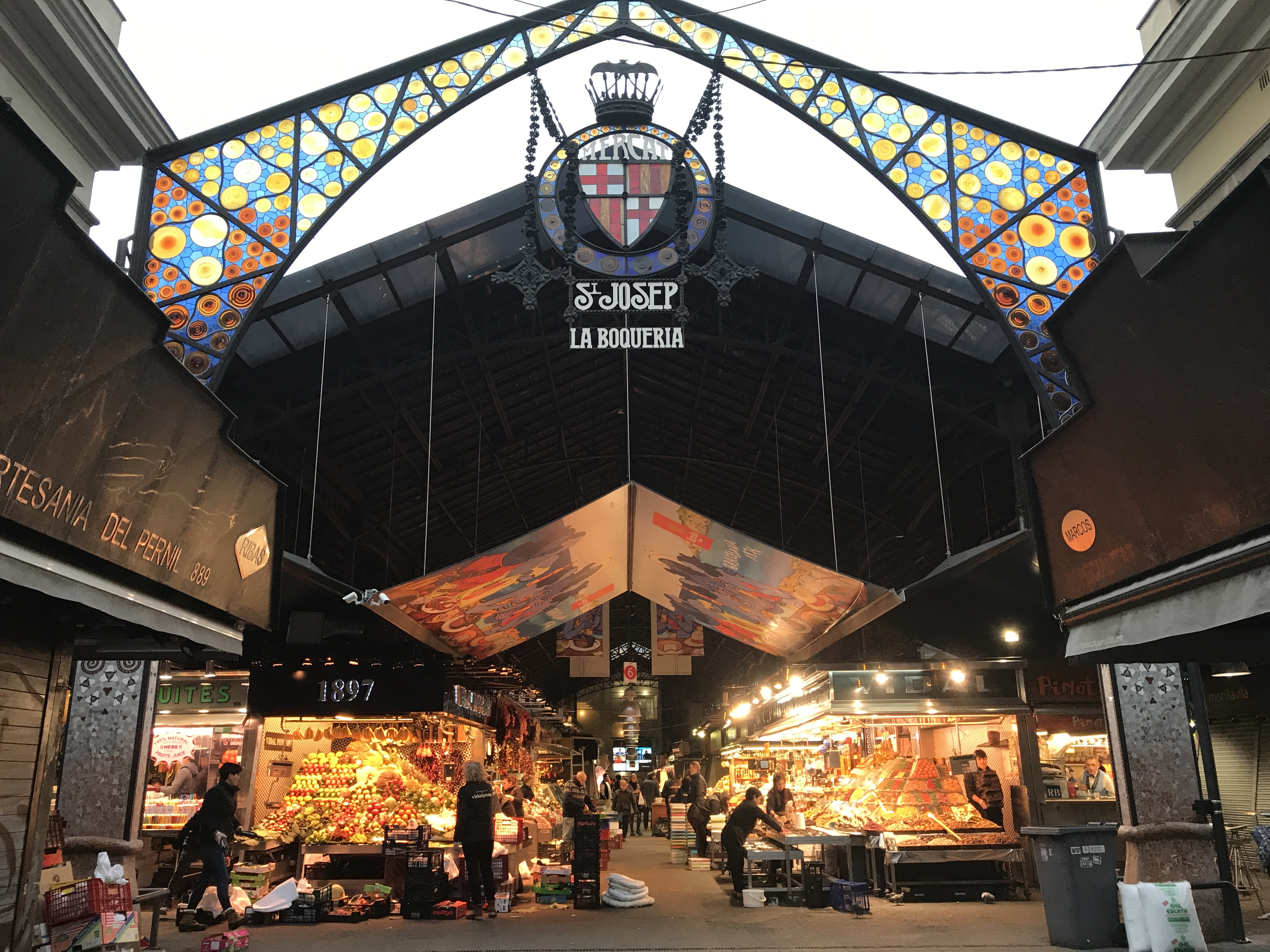
لا بوکریا
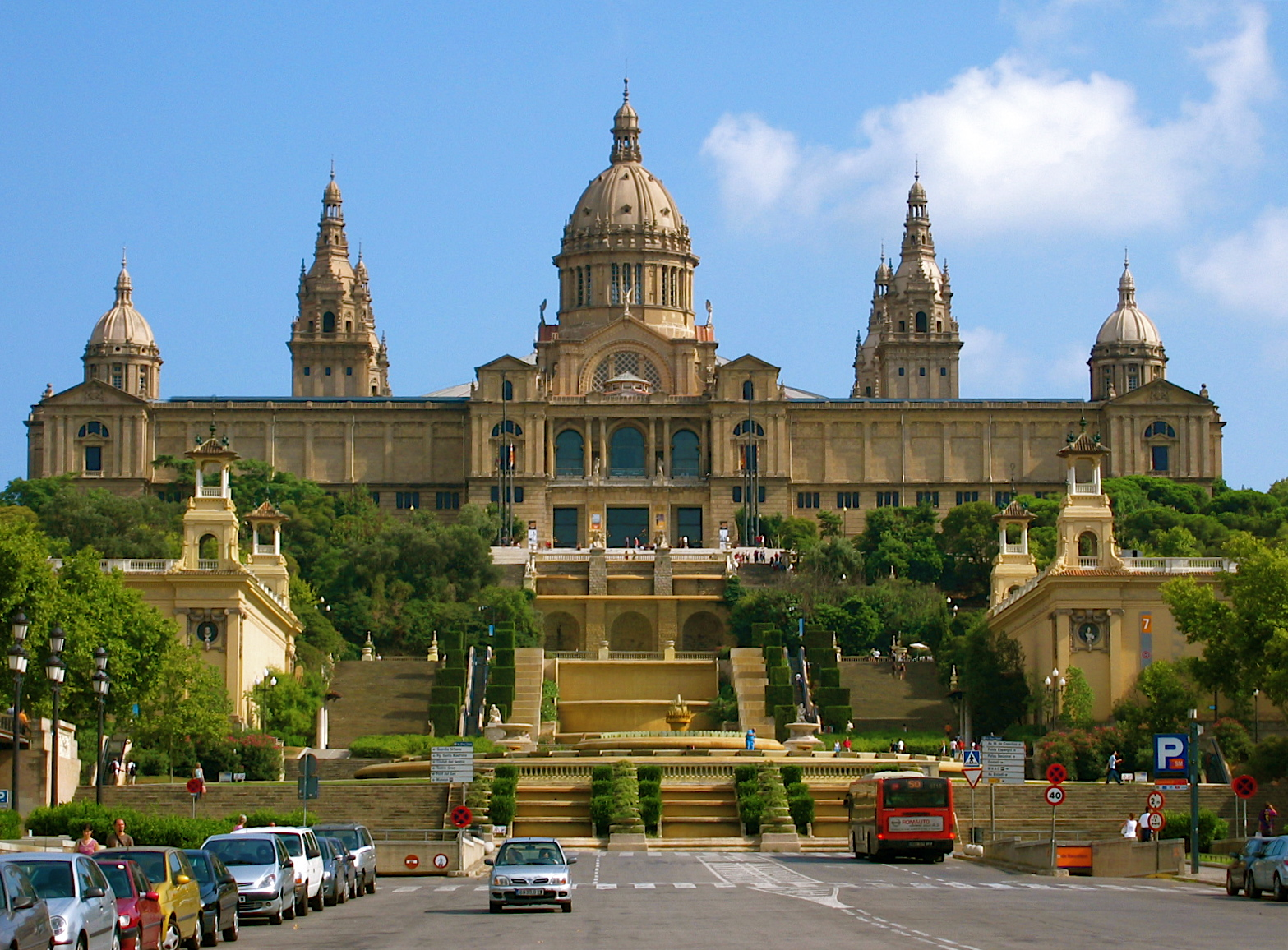
ساختمان پالائو ناسیونال که خانه موزه ملی هنر کاتالونیا می‌باشد.
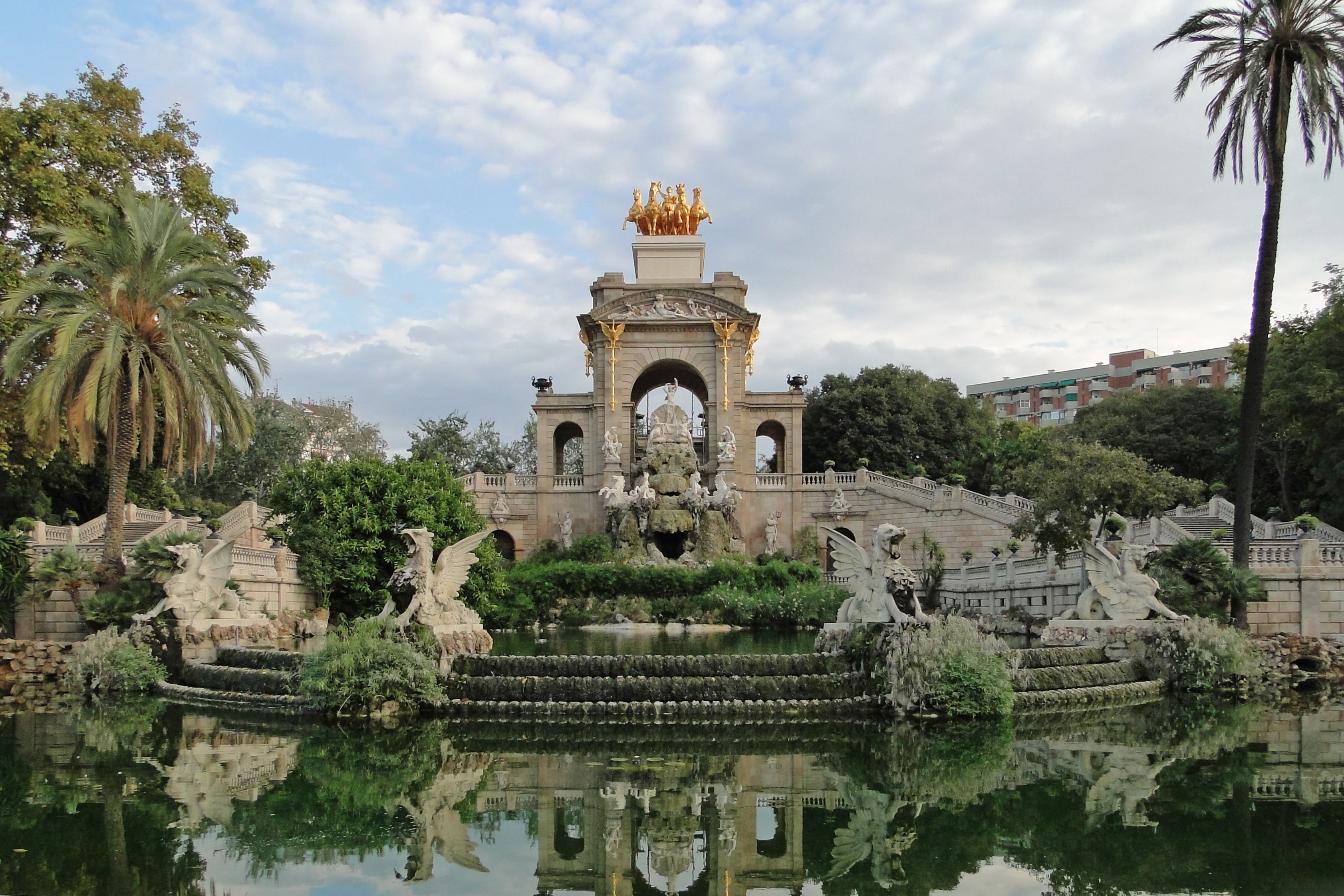
پارک سیوتادلا
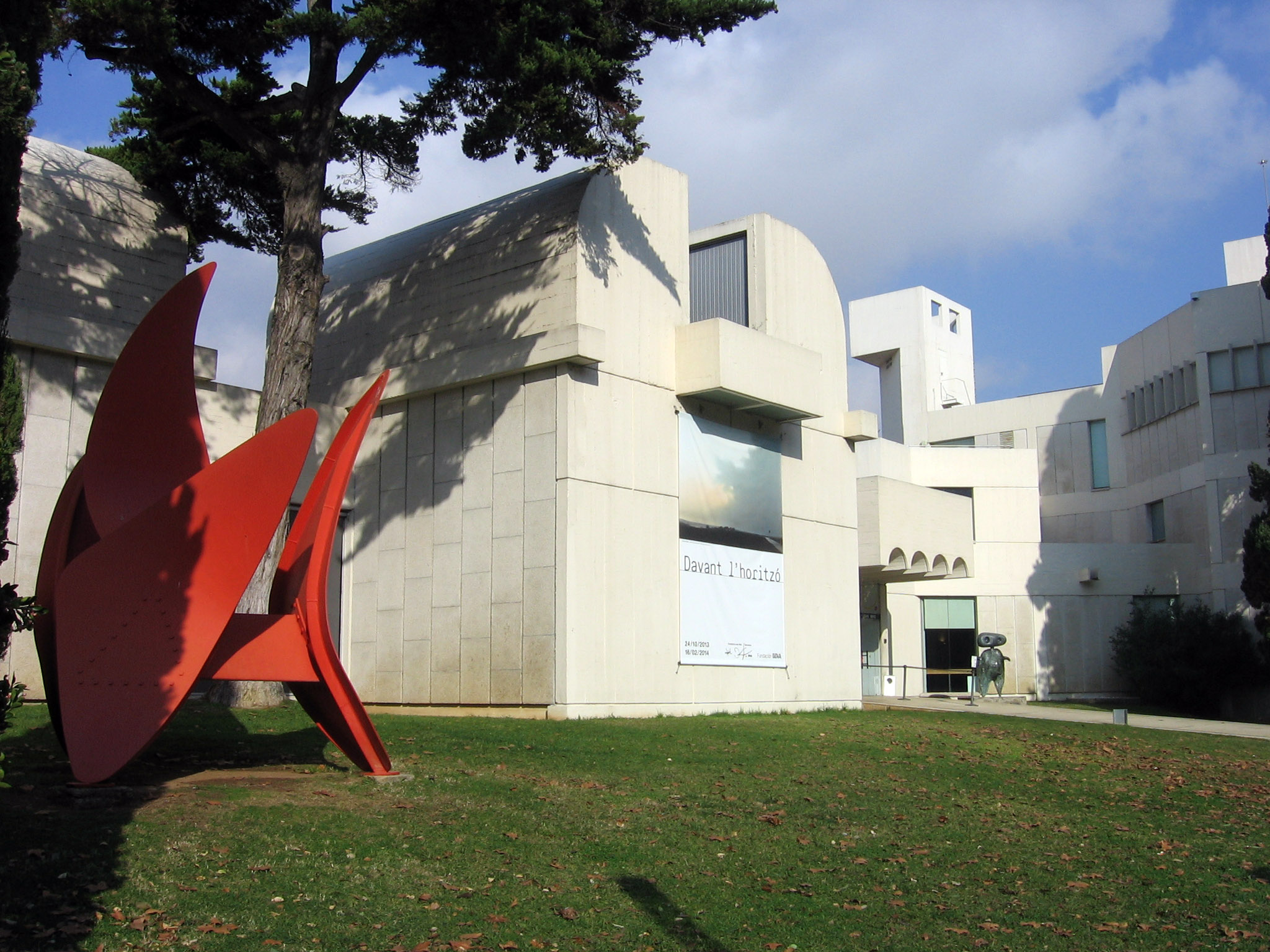
بنیاد خوان میرو
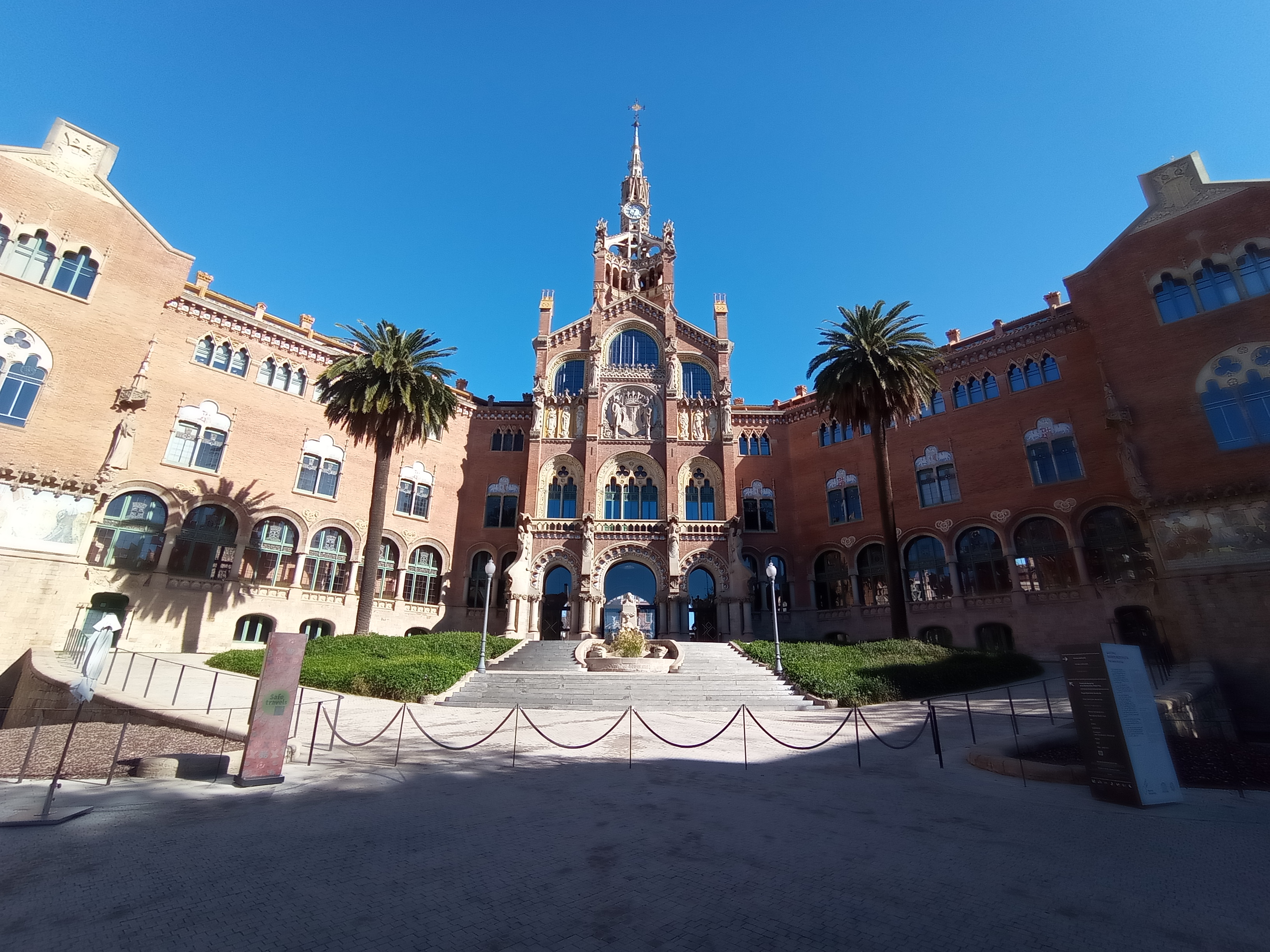
بیمارستان سنت پائول
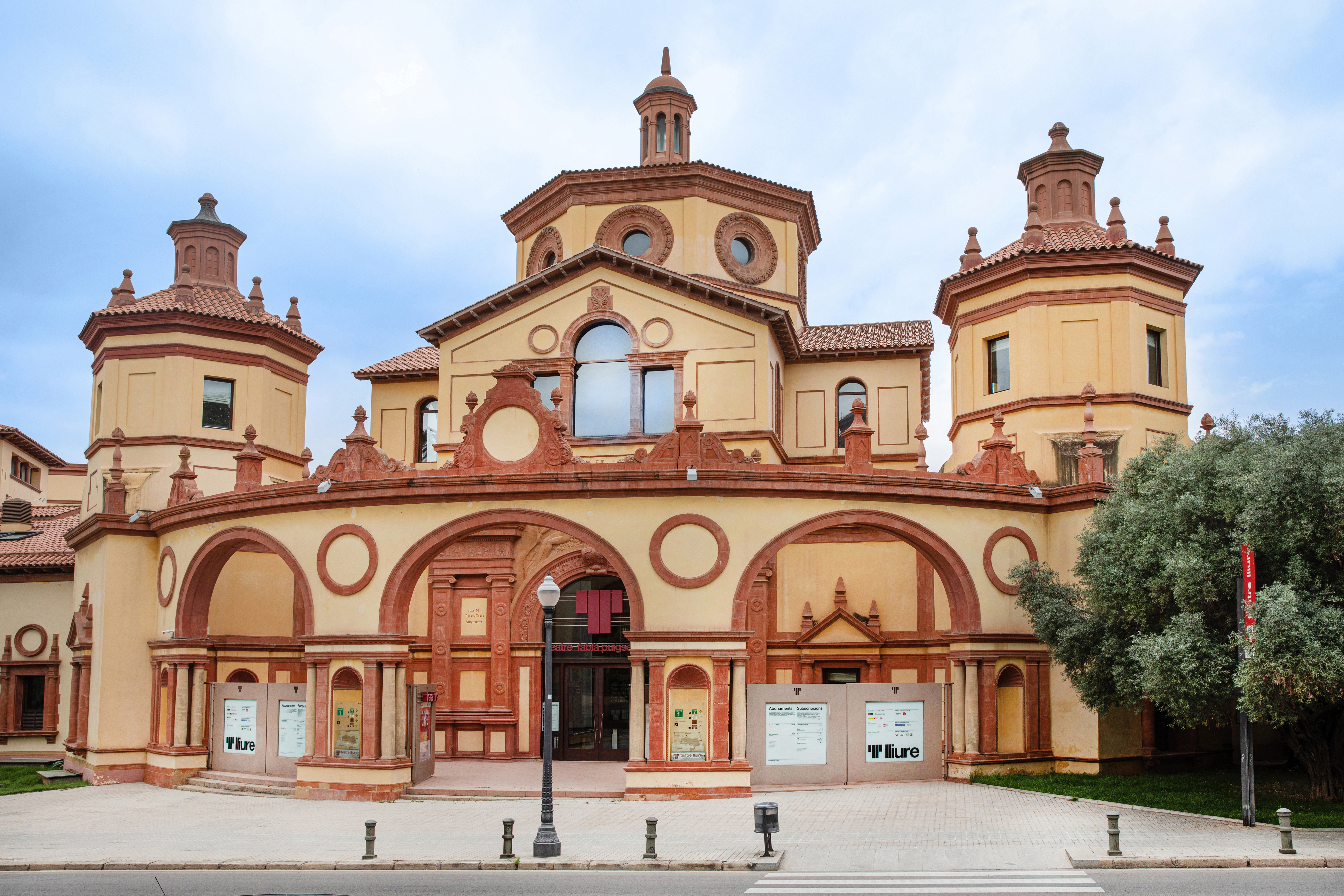
تئاتره لیوره
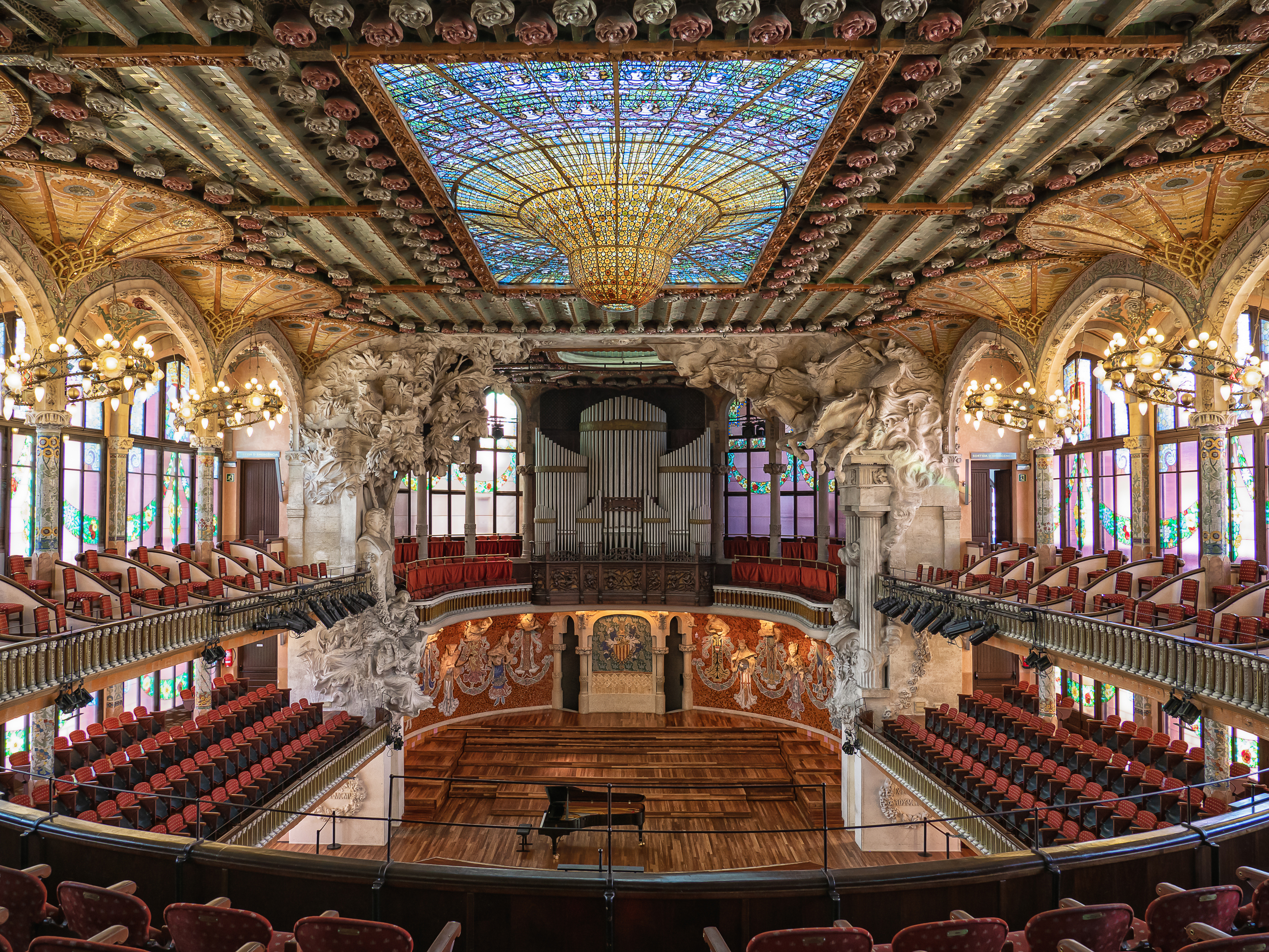
کاخ موسیقی کاتالان
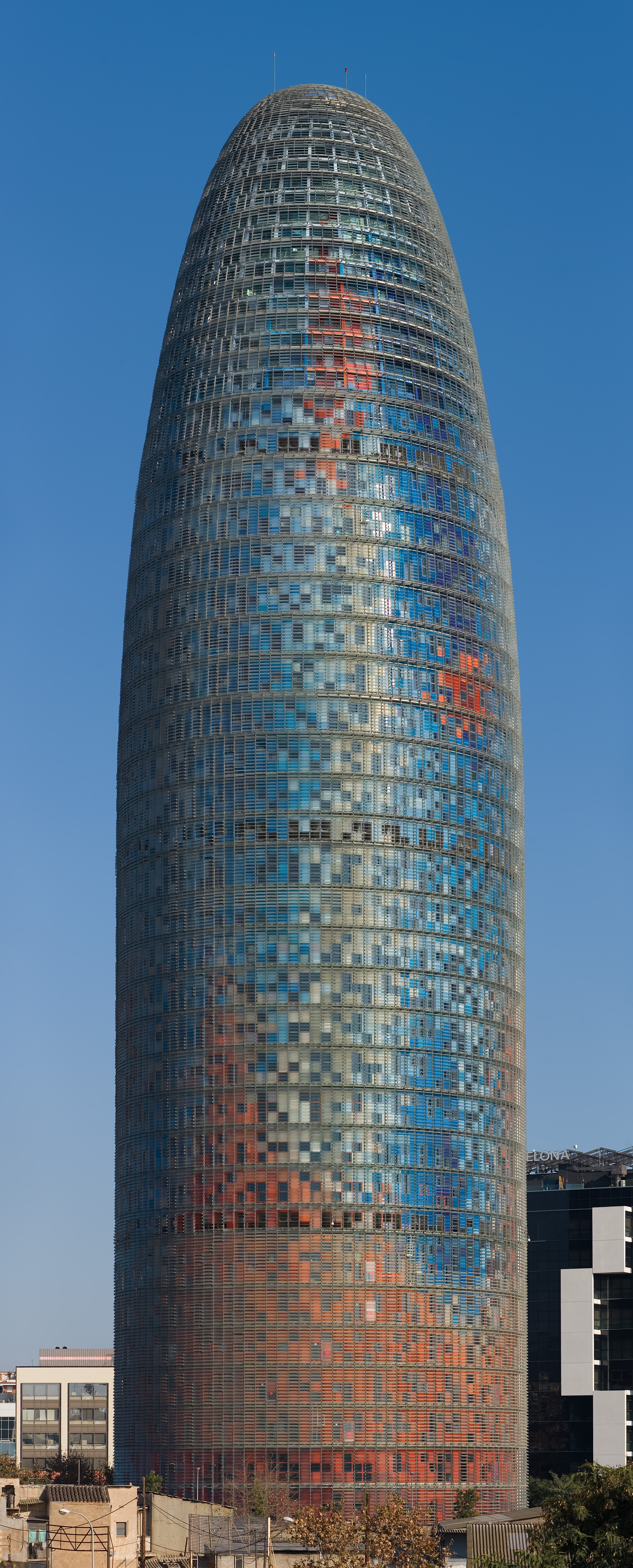
توره گلوریس
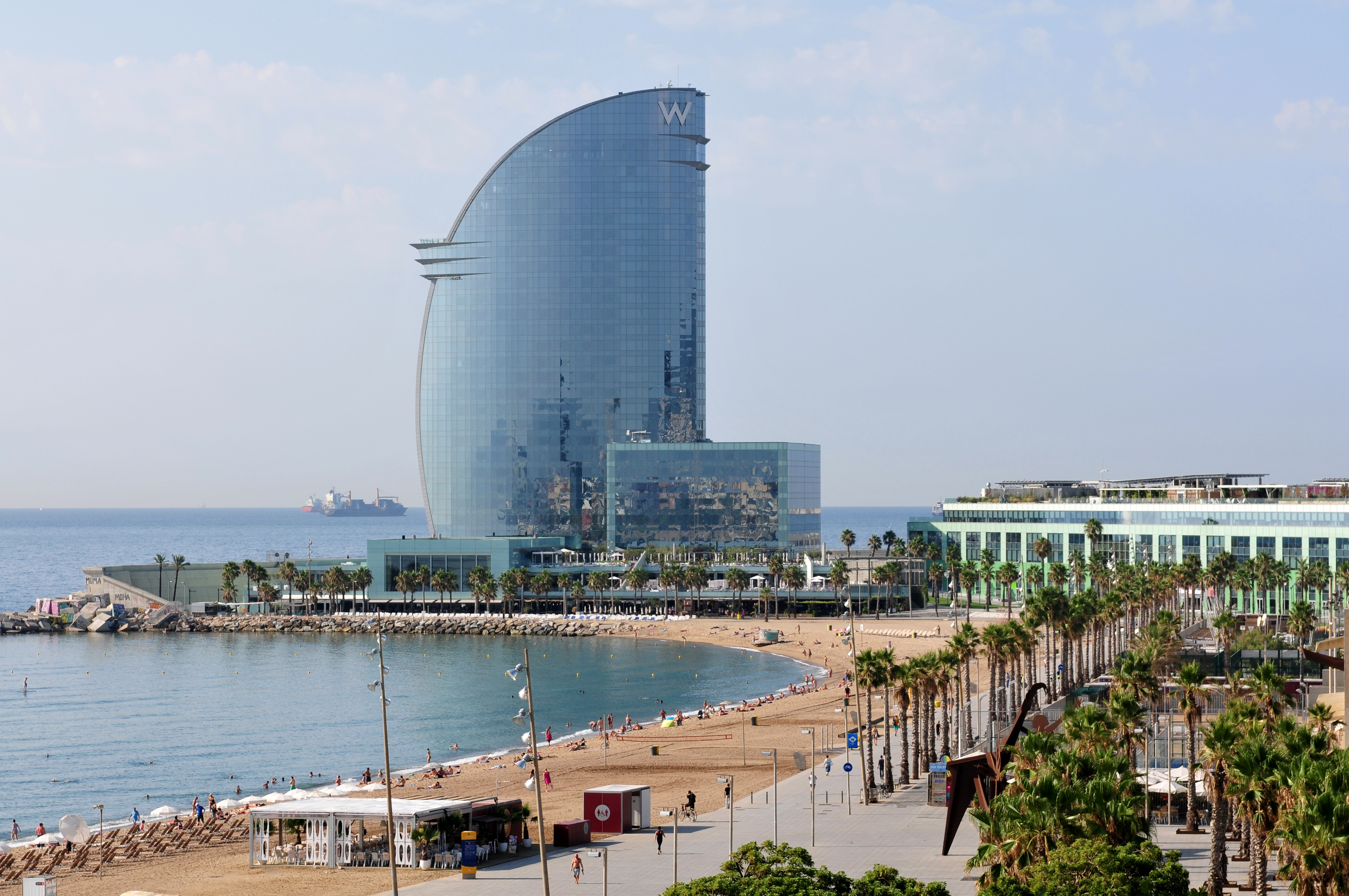
هتل W بارسلون
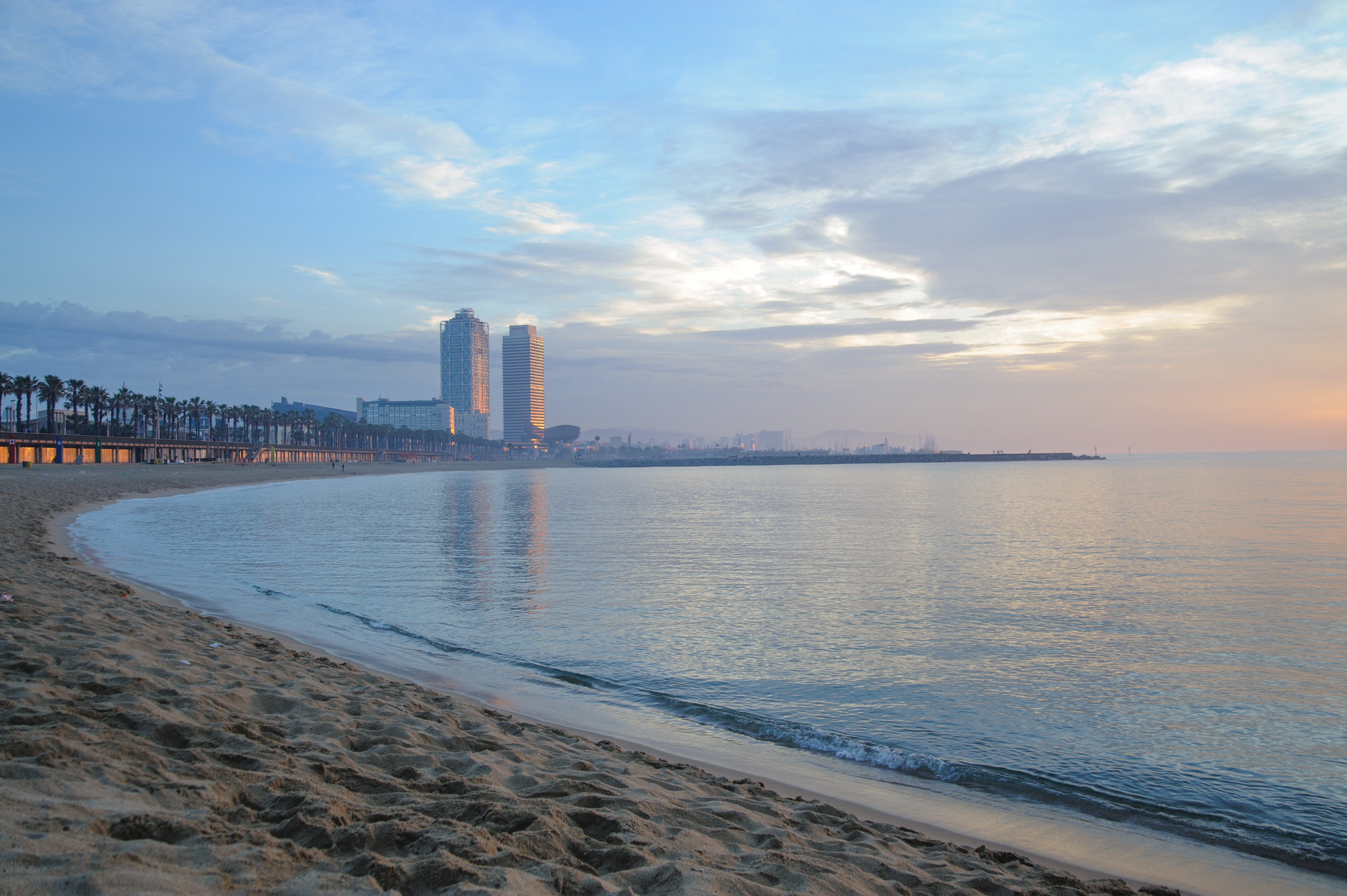
لا بارسلونتا
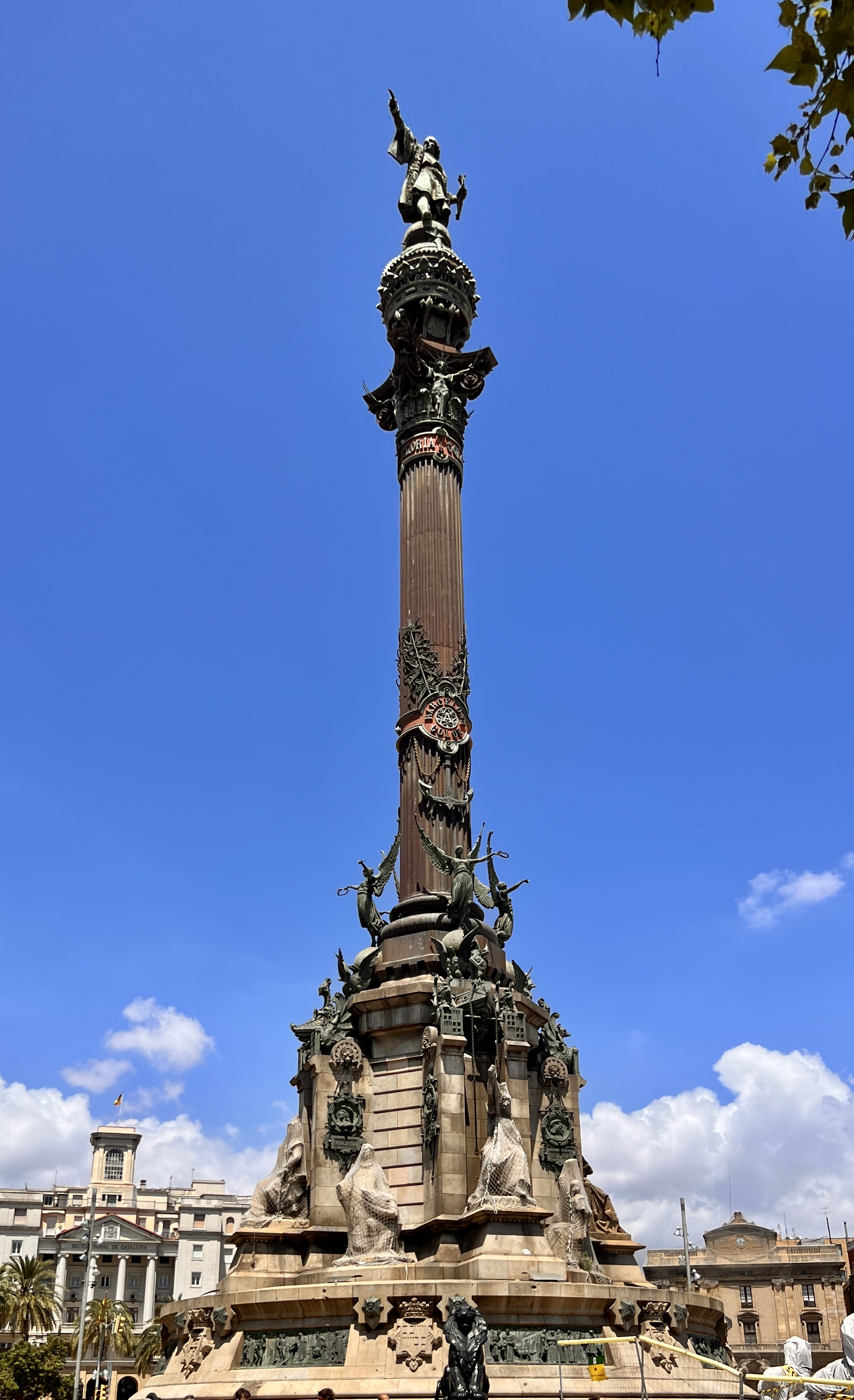
بنای یادبود کریستف کلمب
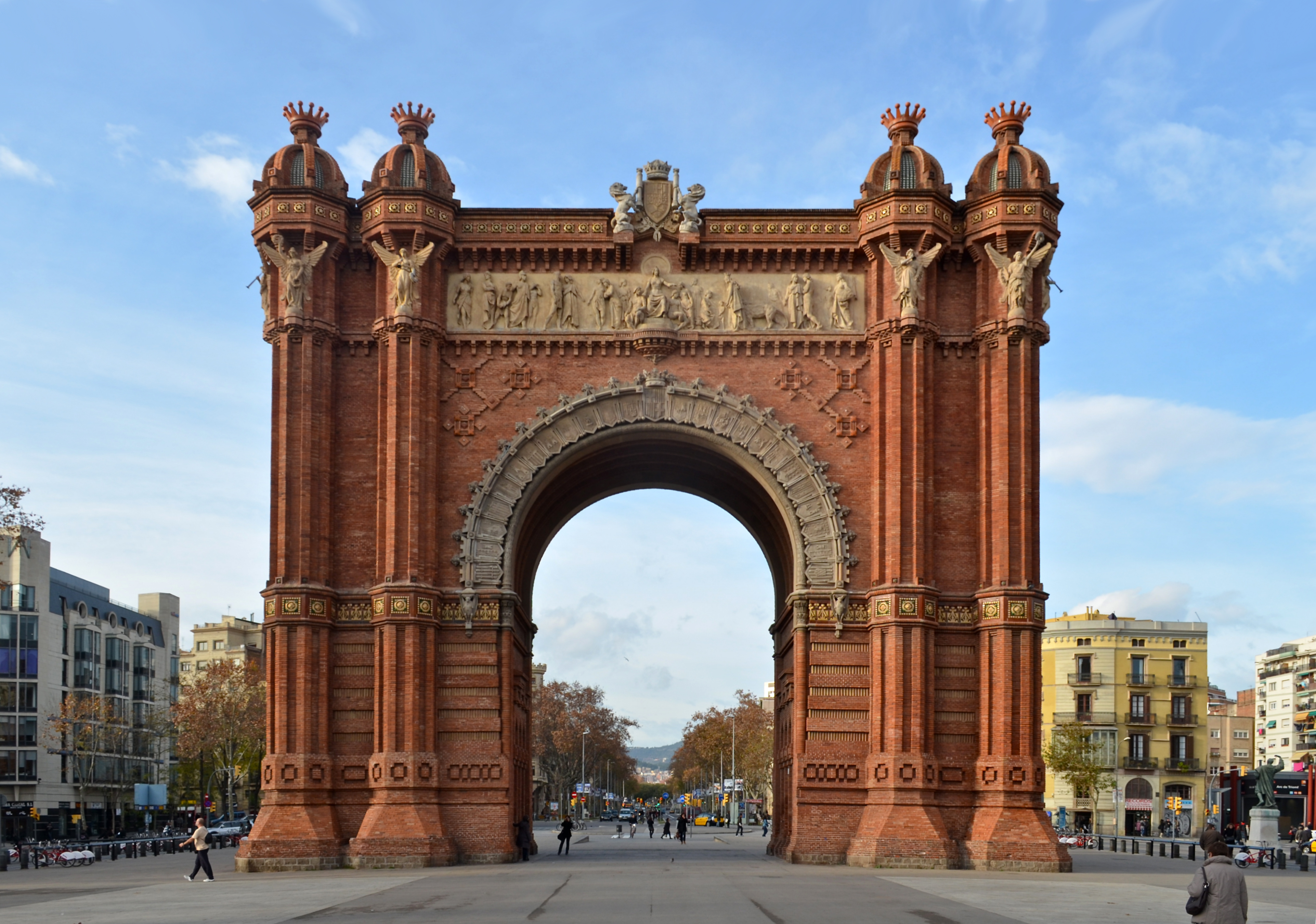
طاق پیروزی بارسلون
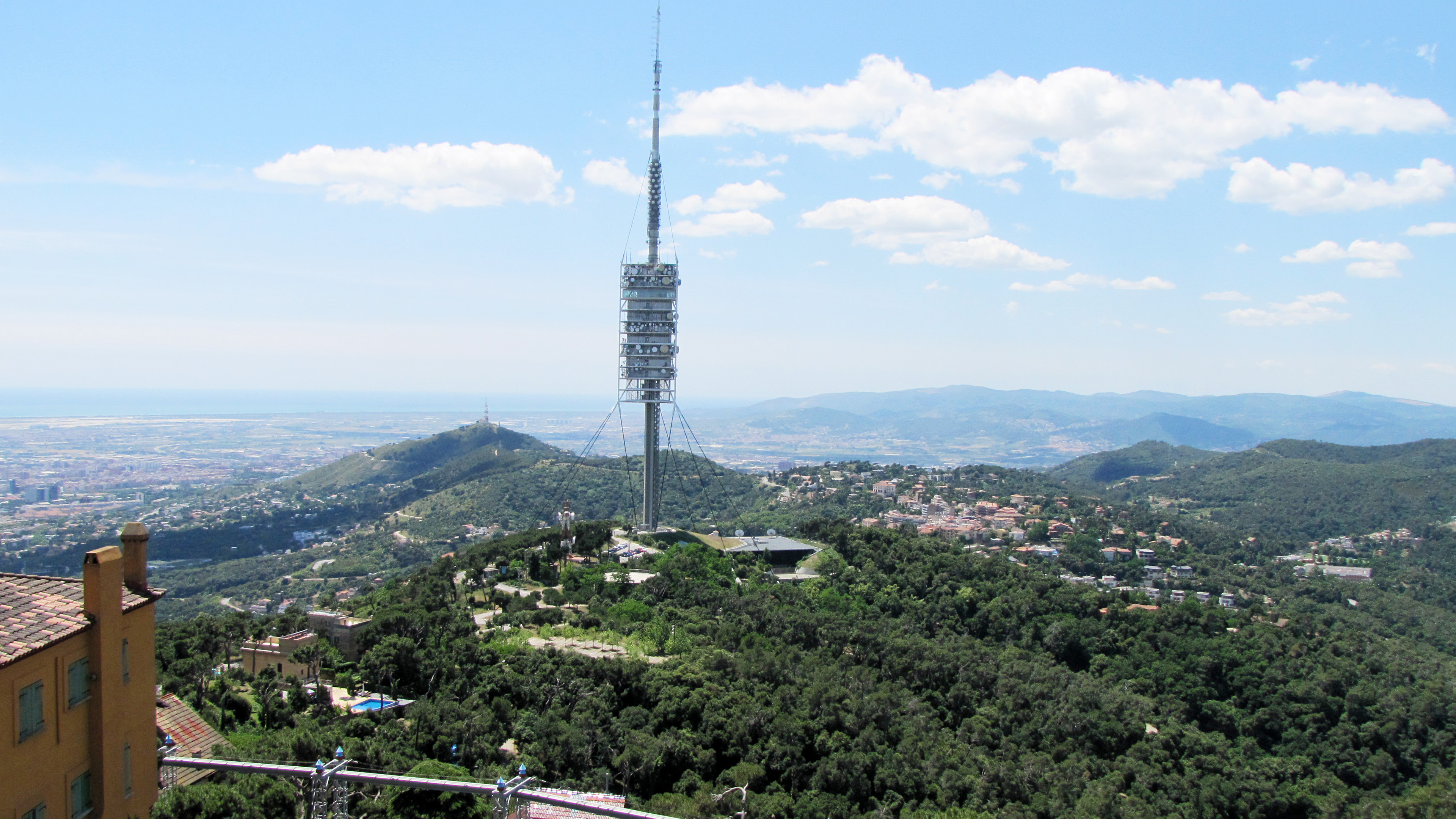
پارک طبیعی سرا د کویسرولا و برج مخابراتی آن
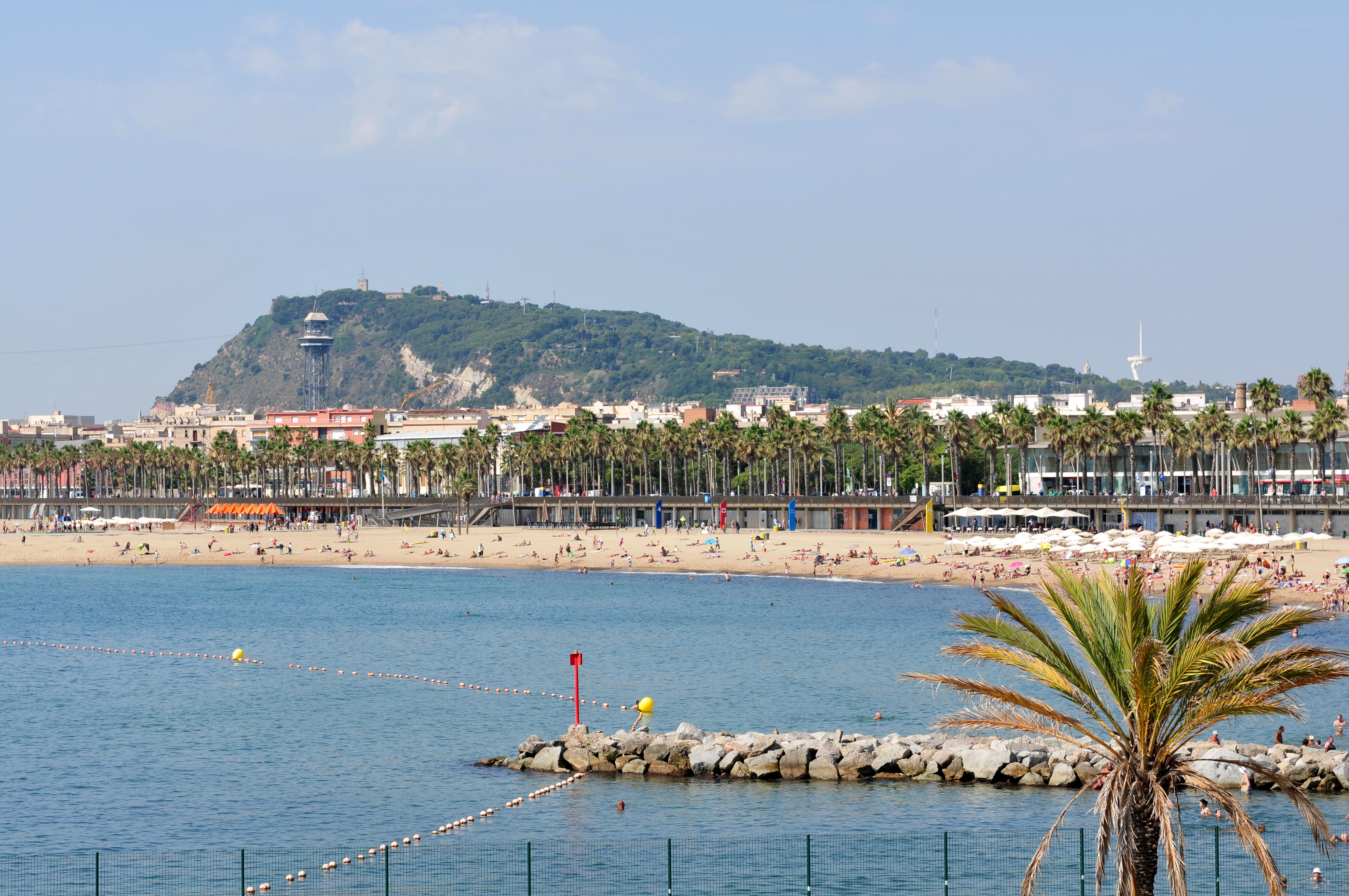
مونتجوییک
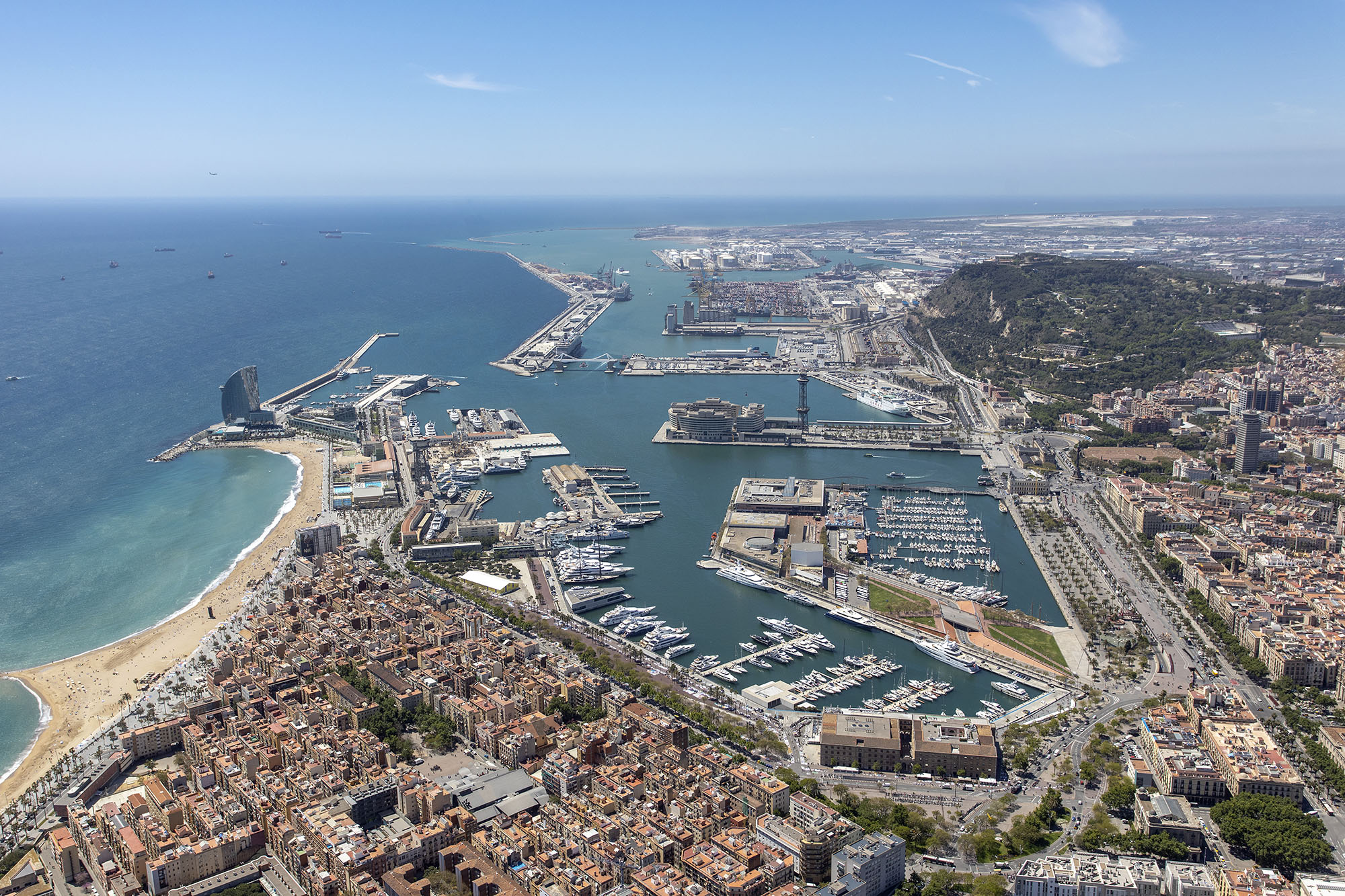
بندر بارسلون
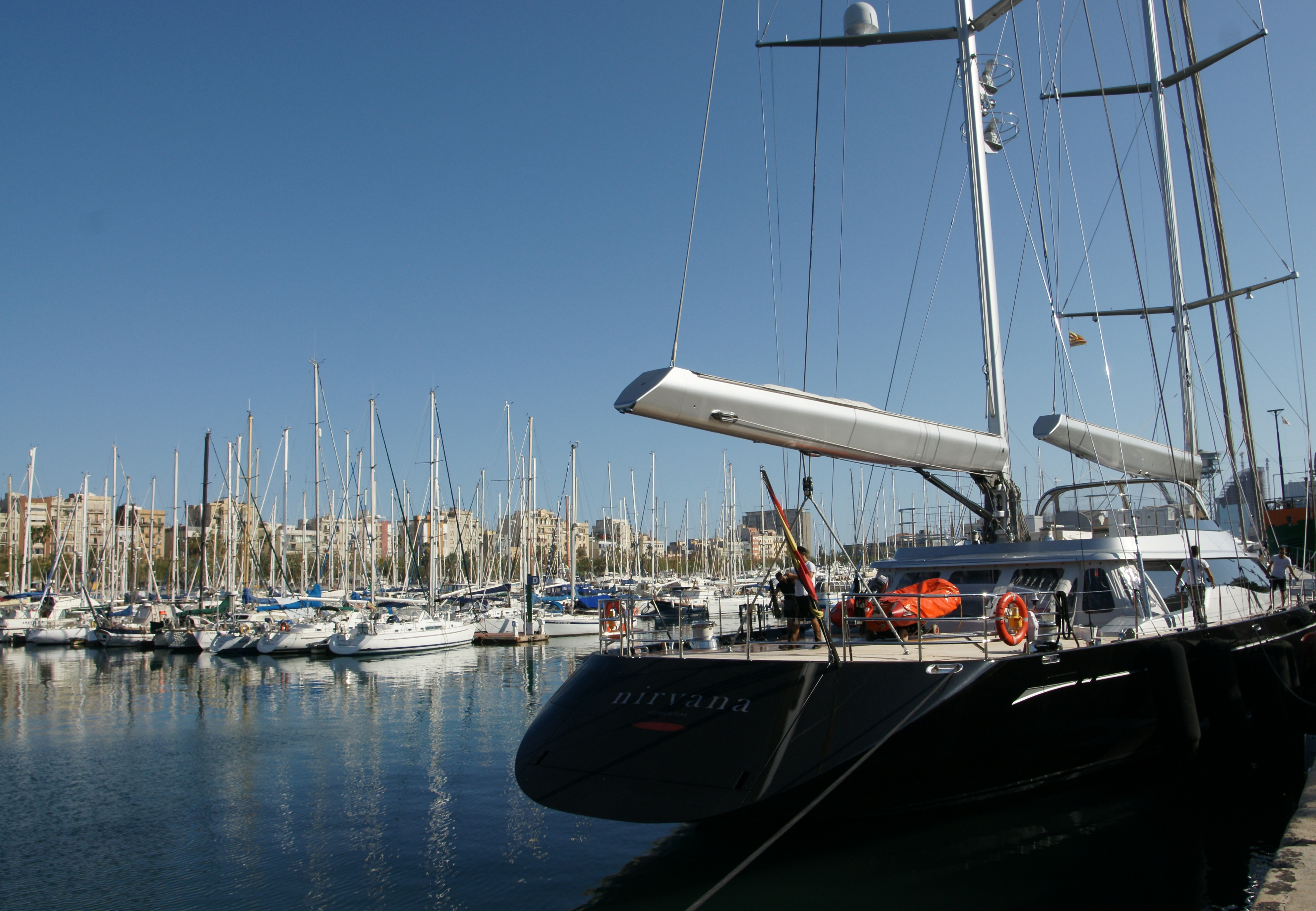
پورت بل

## شهرهای خواهرخوانده
شهرهای خواهرخواندهٔ بارسلون عبارت‌اند از:
| - مون‌پلیه، فرانسه، ۱۹۶۳ - ریو دو ژانیرو، برزیل، ۱۹۷۲ - مونتری، مکزیک، ۱۹۷۷ - بوستون، ایالات متحده آمریکا، ۱۹۸۳ - بوسان، کره جنوبی، ۱۹۸۳ - کلن، آلمان، ۱۹۸۴ - سائوپائولو، برزیل، ۱۹۸۵ - مونته‌ویدئو، اروگوئه، ۱۹۸۵ - سبیا، اسپانیا | - سن پطرزبورگ، روسیه، ۱۹۸۵ - گدانسک، هلند، ۱۹۹۰ - هاوانا، کوبا، ۱۹۹۳ - گوایاکیل، اکوادور - کوبه، ژاپن، ۱۹۹۳ - آنتورپ، بلژیک، ۱۹۹۷ - استانبول، ترکیه، ۱۹۹۷ - تل آویو، اسرائیل، ۱۹۹۸ - غزه، فلسطین، ۱۹۹۸ - دوبلین، ایرلند، ۱۹۹۸ | - آتن، یونان، ۱۹۹۹ - اصفهان، ایران، ۲۰۰۰ - سارایوو، بوسنی هرزگوین، ۲۰۰۰ - ولپرایسو، شیلی، ۲۰۰۱ - شانگهای، جمهوری خلق چین، ۲۰۰۱ - دبی، امارات عربی متحده، ۲۰۰۶ - تریواندروم، هندوستان، ۲۰۰۹ - سبو، فیلیپین، ۲۰۰۰ - هوشی‌مین، ویتنام، ۲۰۰۹-مه-۲۹. - سن فرانسیسکو، ایالات متحده آمریکا، ۲۰۱۰ |